# Liste niederländischer Architekten

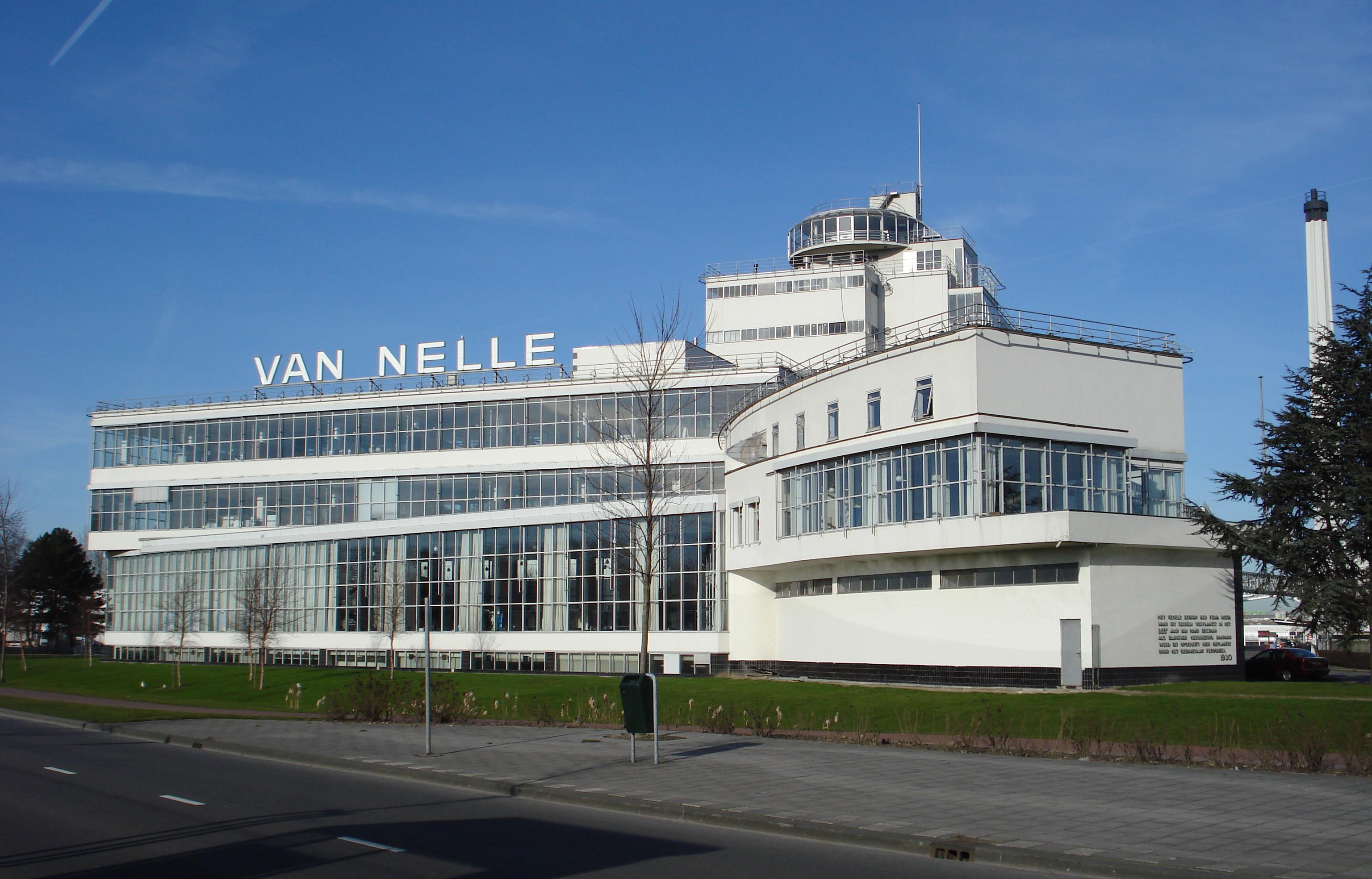
Van-Nelle-Fabrik in Rotterdam von Leendert van der Vlugt

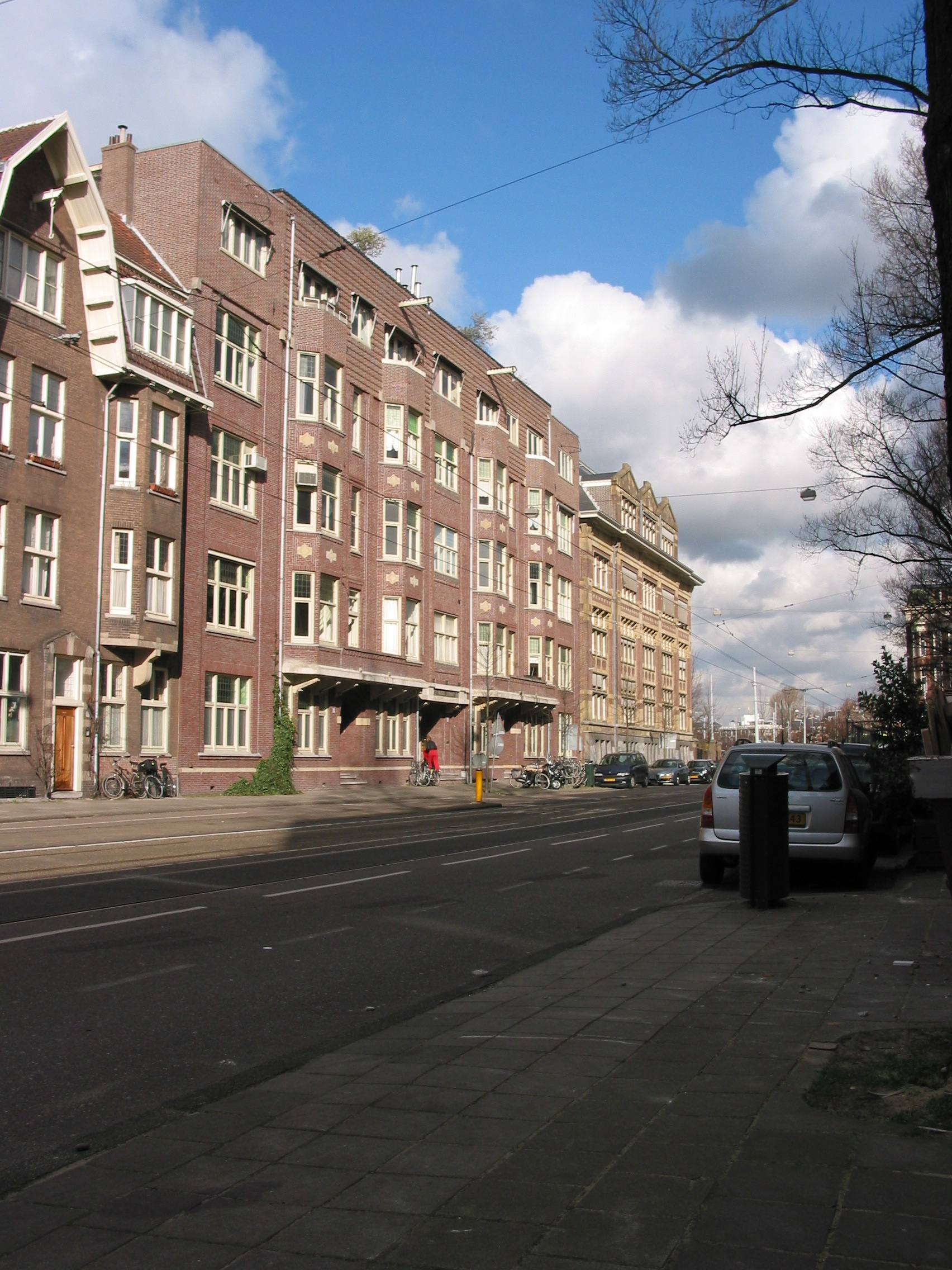
Huize Loma in Amsterdam von Philip Anne Warners

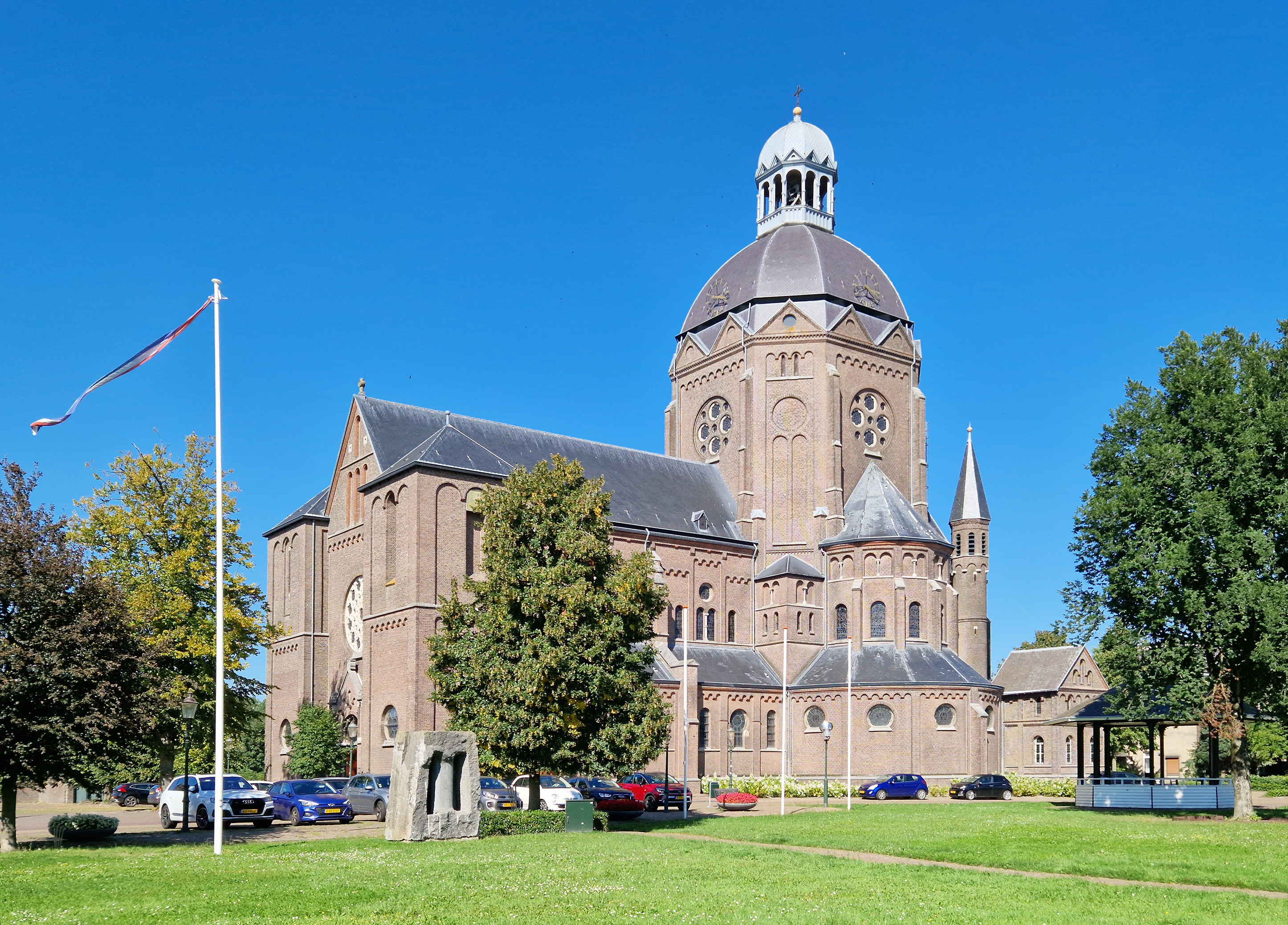
Sint-Bavokerk in Raamsdonk von Carl Weber

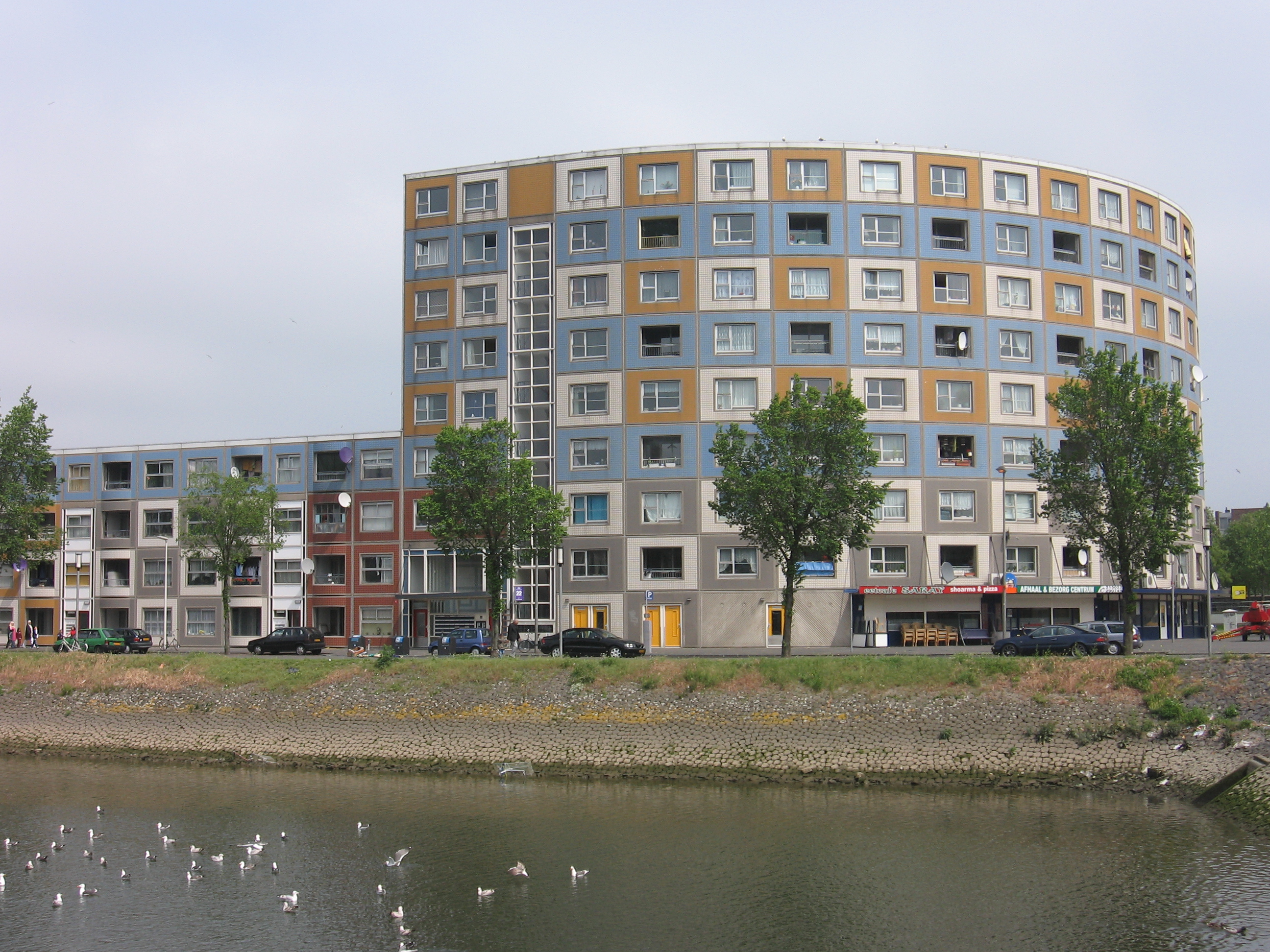
De Peperklip in Rotterdam von Carel Weeber

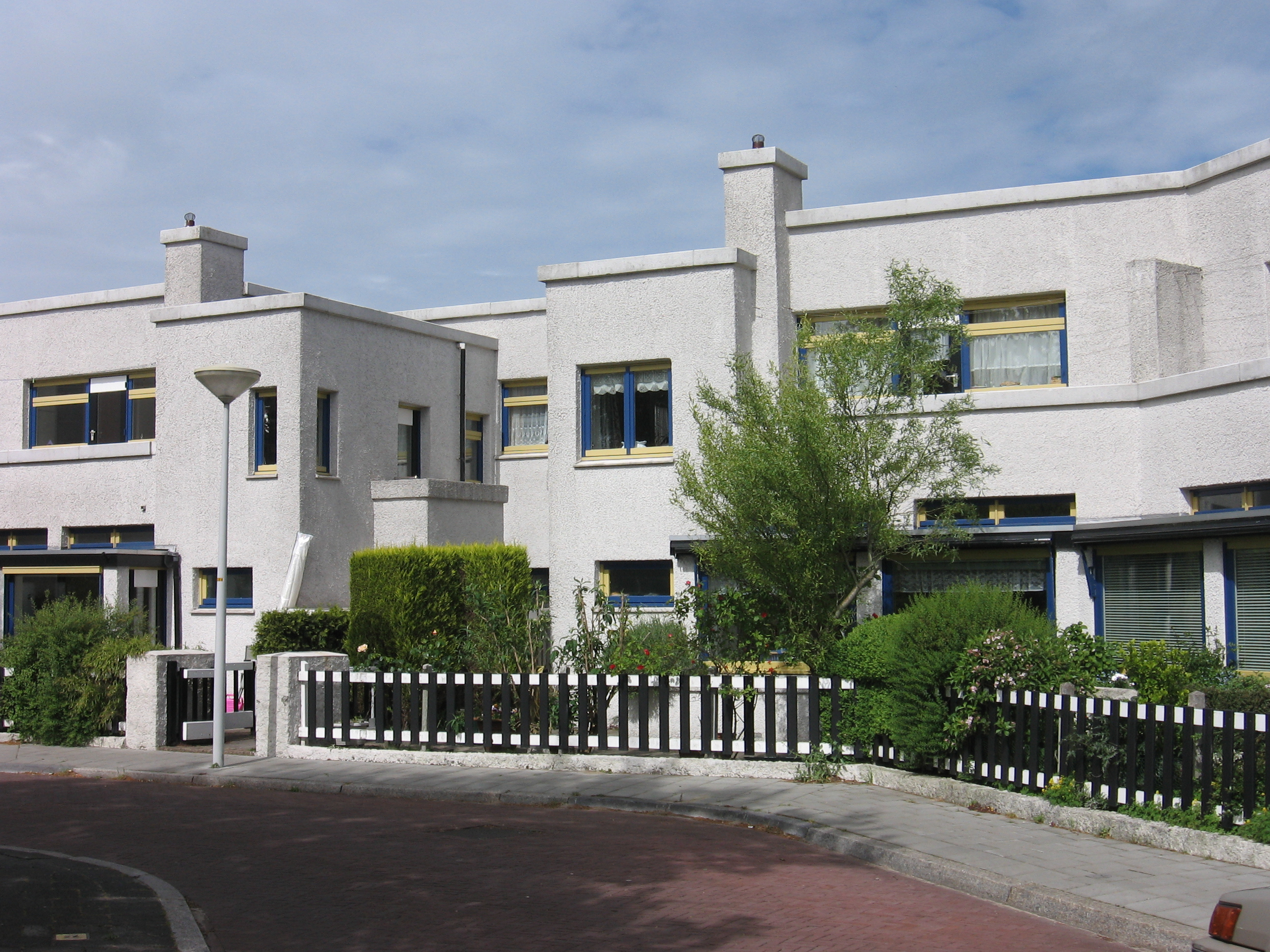
Papaverhof, Den Haag, Jan Wils

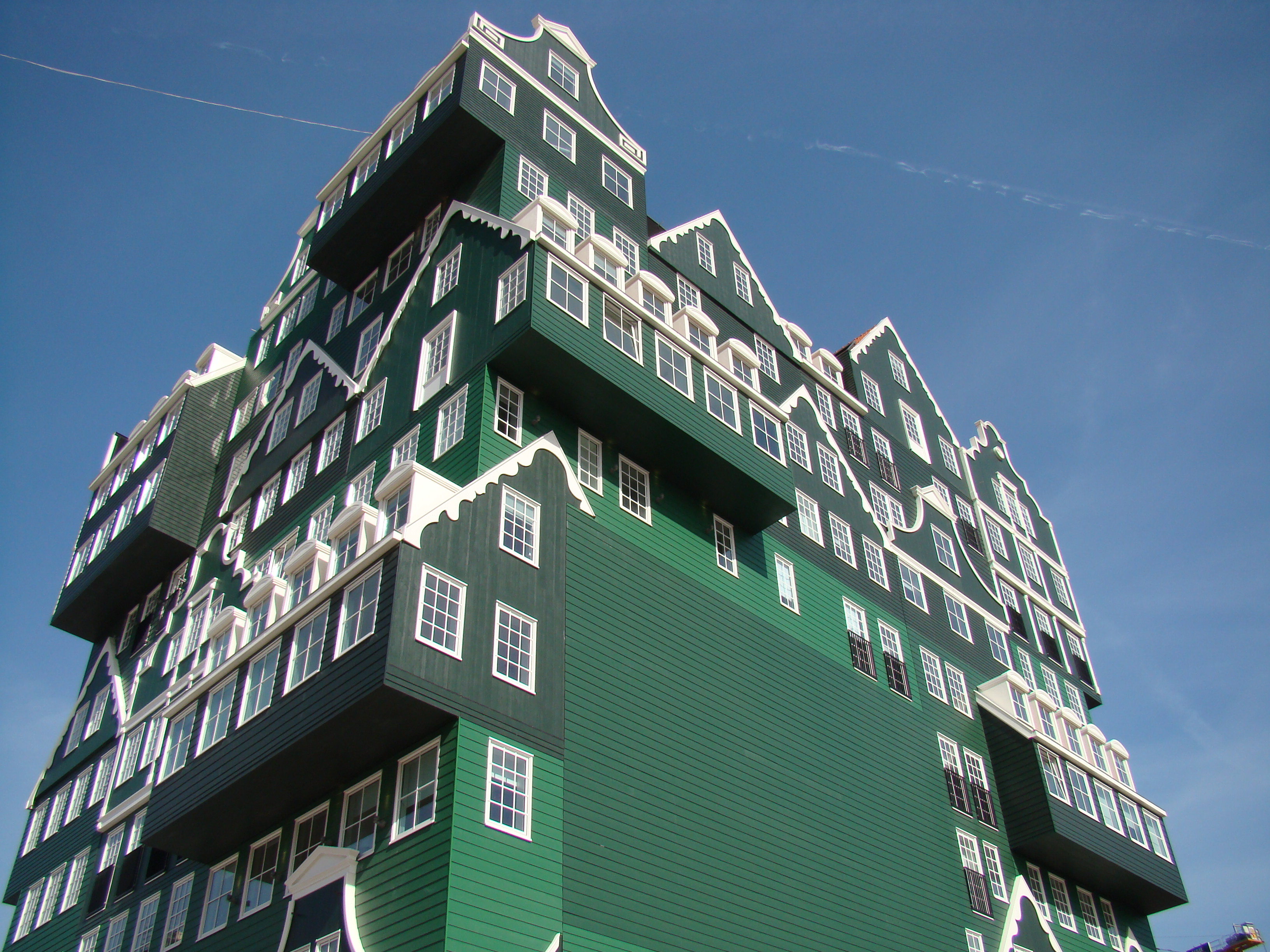
Inntel Hotel in Zaandam von Wilfried van Winden

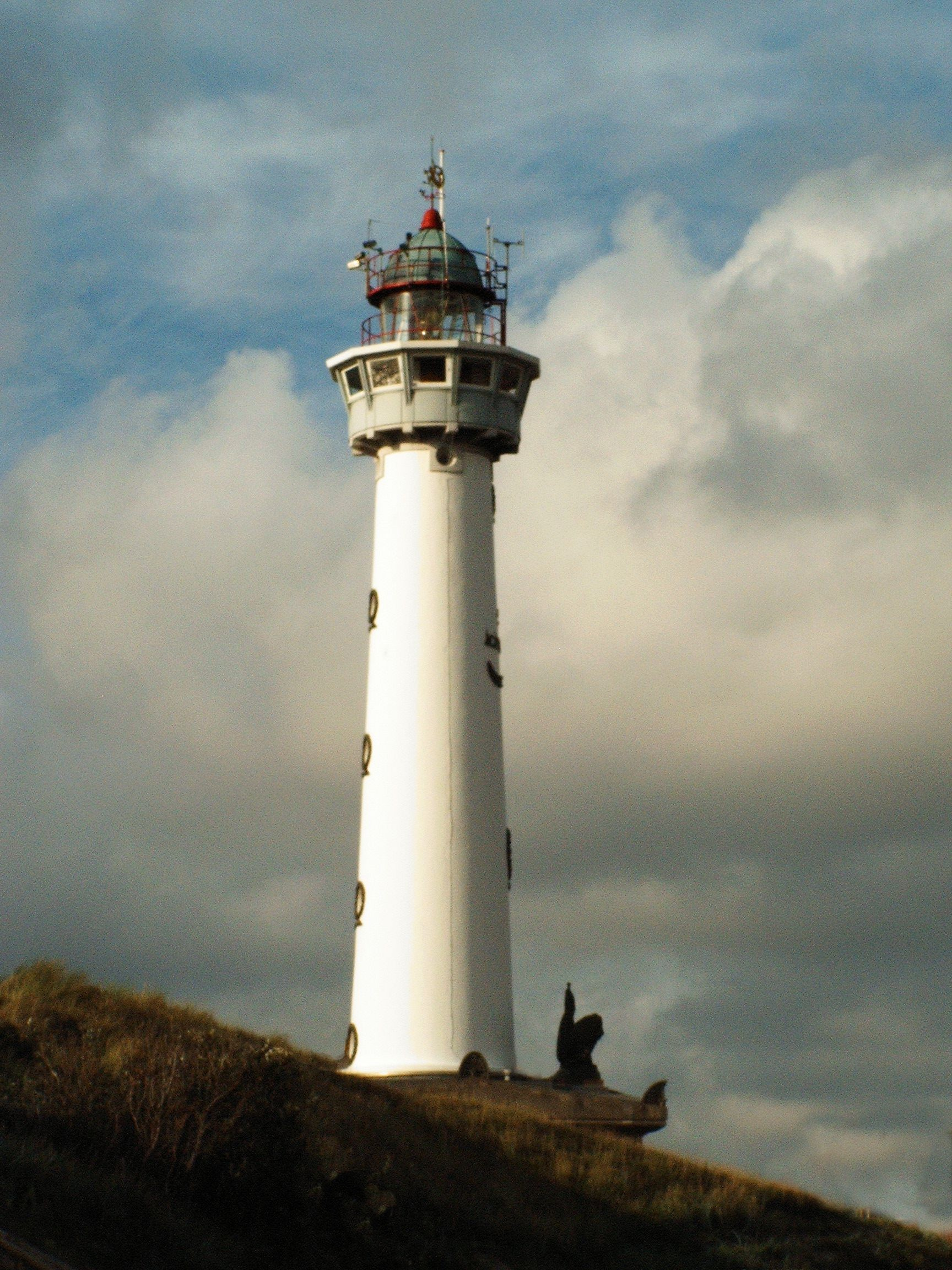
Leuchtturm in Egmond aan Zee von Jan David Zocher

Dies ist eine alphabetische Liste niederländischer Architekten mit einem Artikel in der deutschen oder niederländischen Wikipedia.

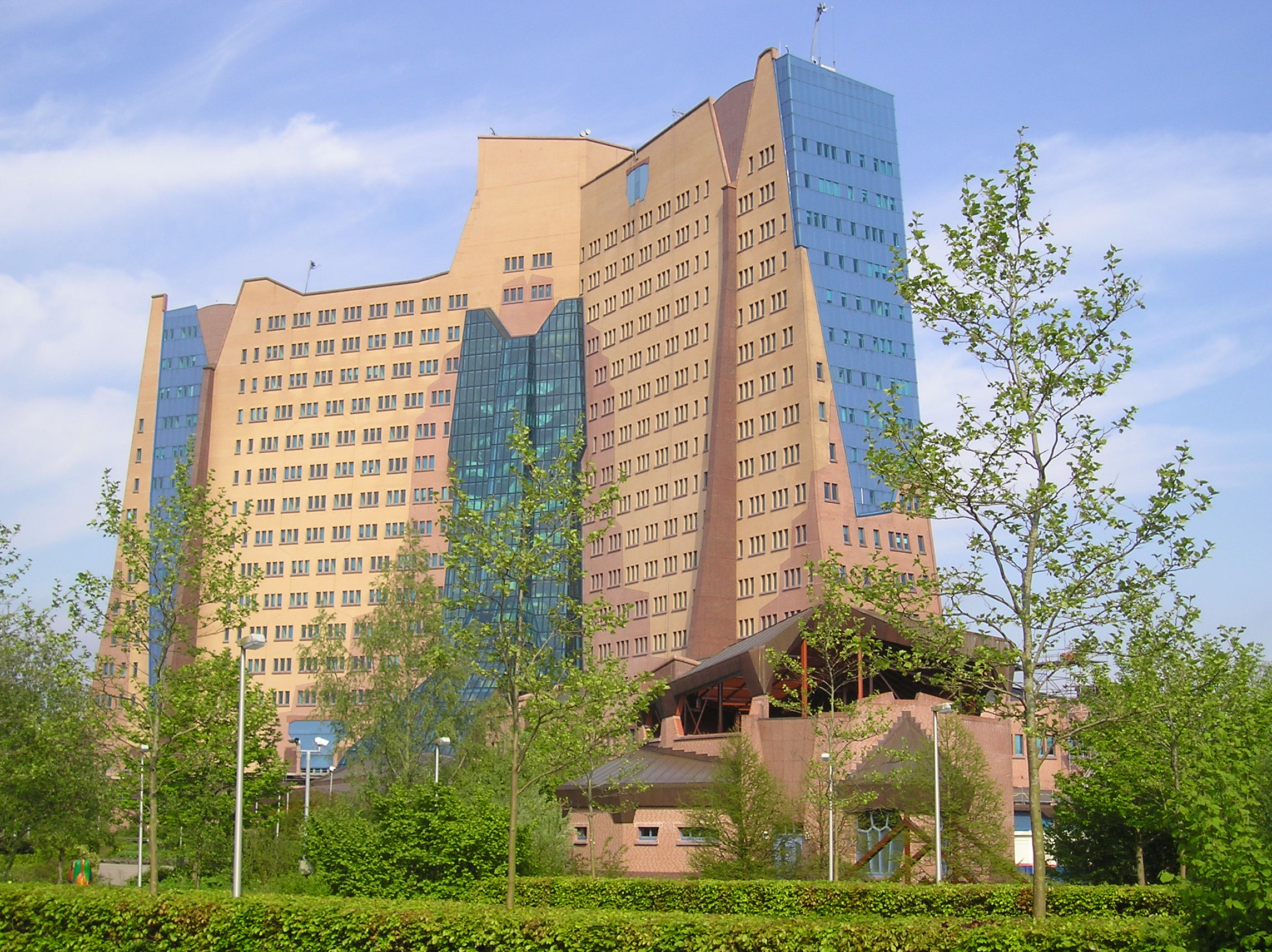
Gasuniegebäude in Groningen von Ton Alberts

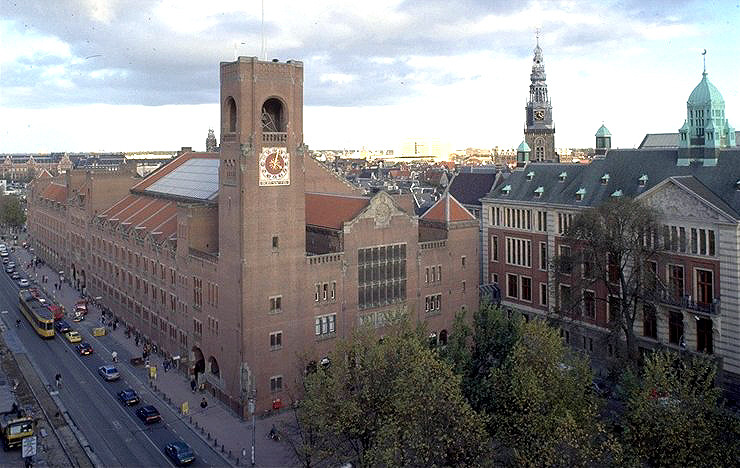
Beurs von Hendrik Petrus Berlage in Amsterdam

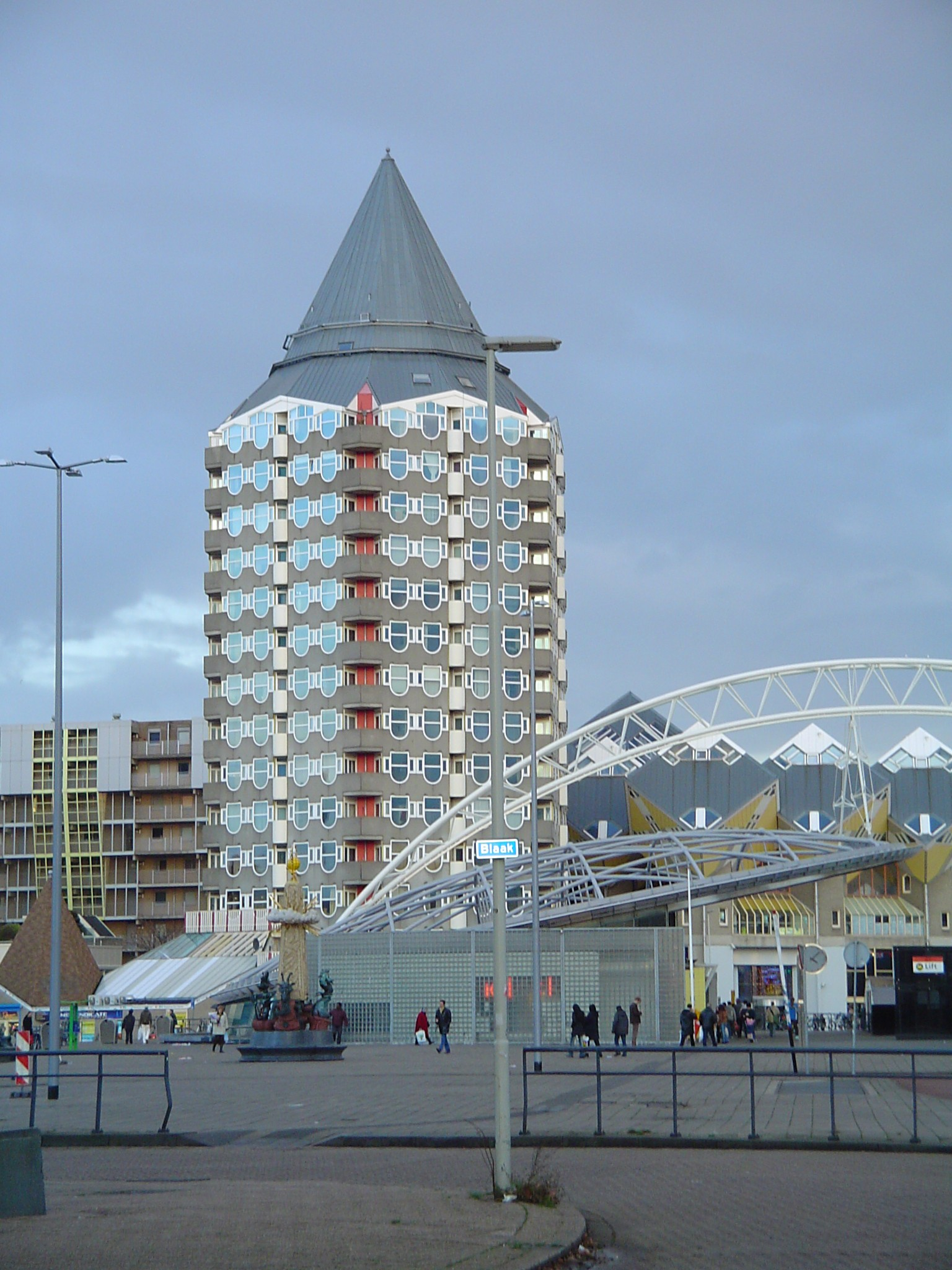
Potlood en Kubushuizen (Bleistift und Würfelhäuser) am Rotterdam Blaak Stadion von Piet Blom

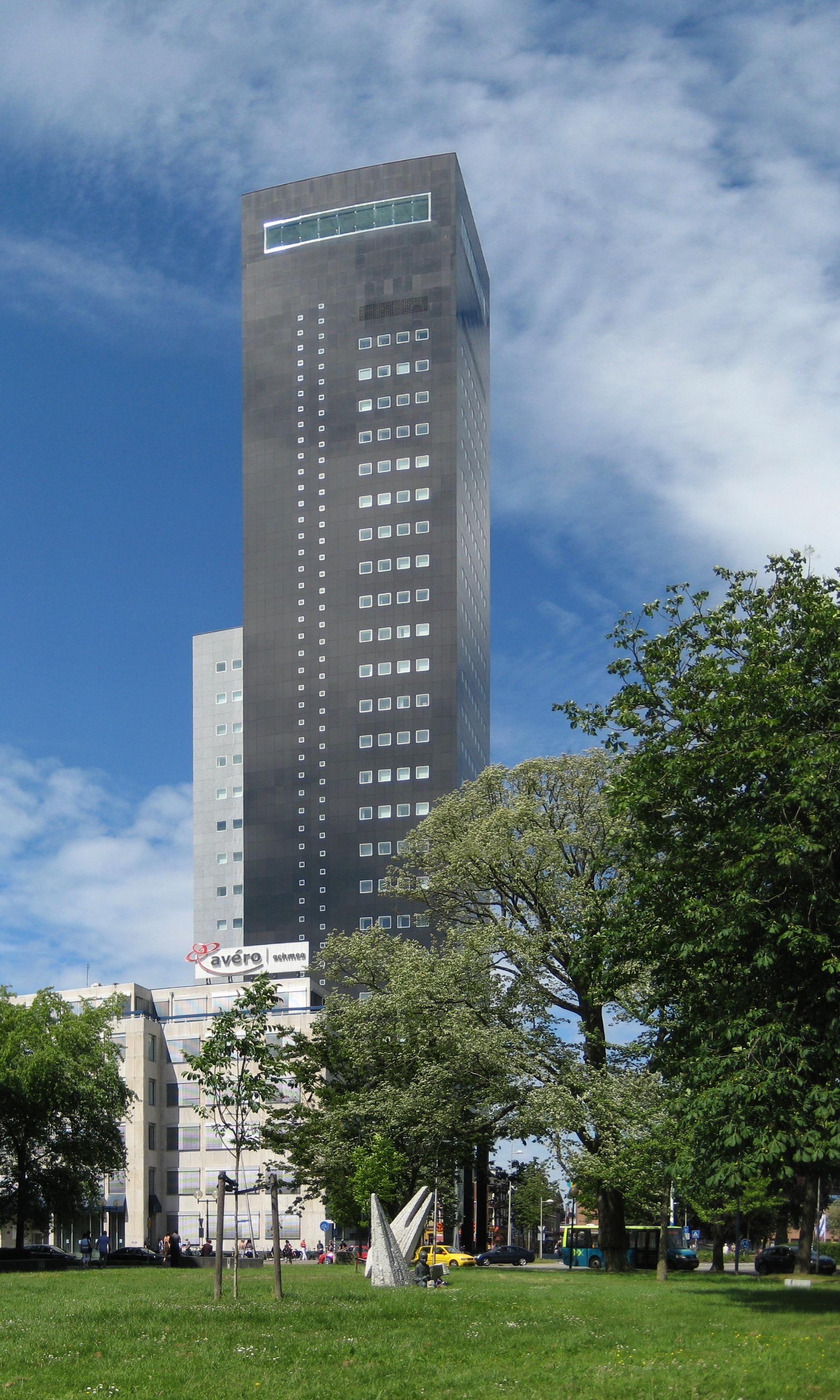
Achmeturm in Leeuwarden von Abe Bonnema

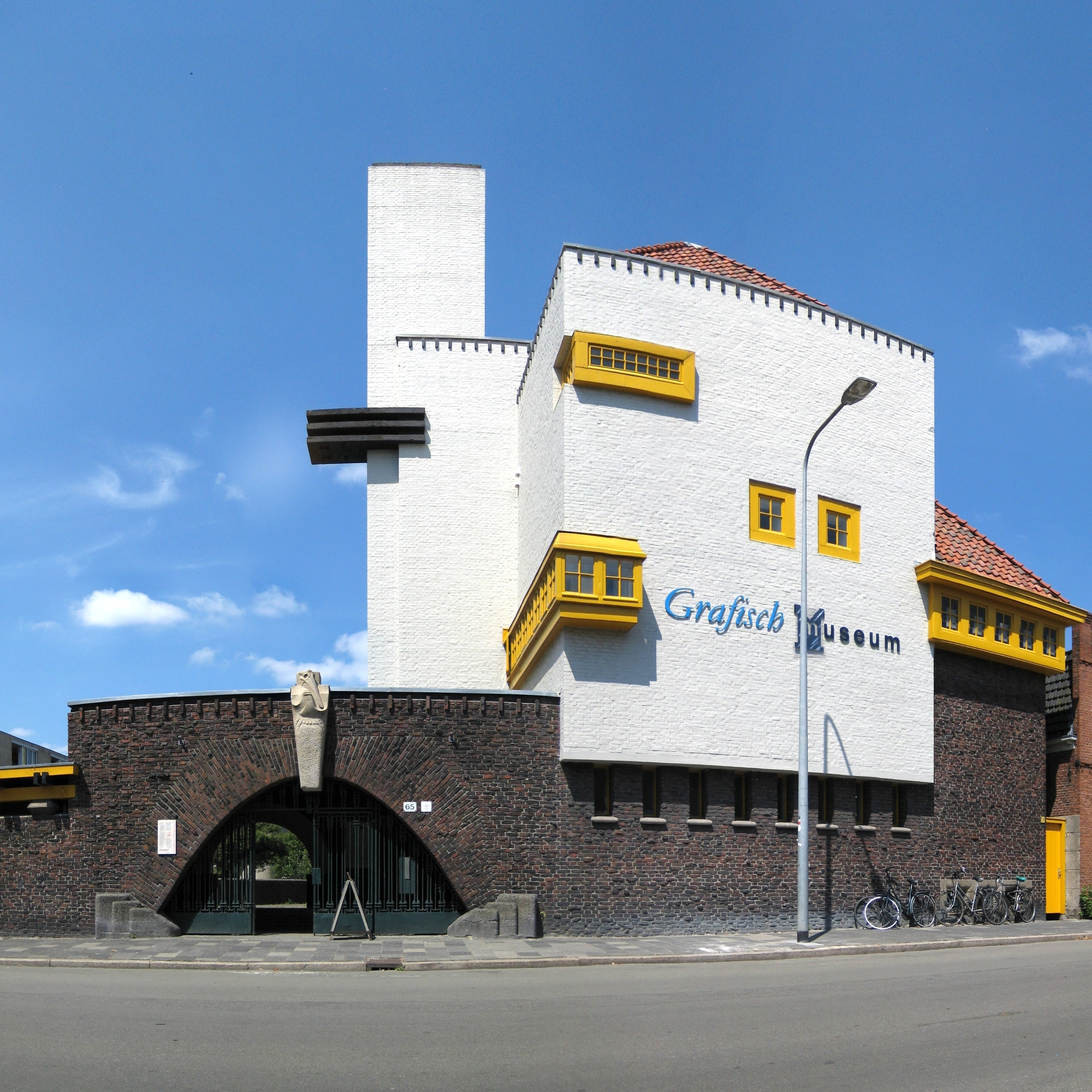
Grafisch Museum, in Groningen von Siebe Jan Bouma

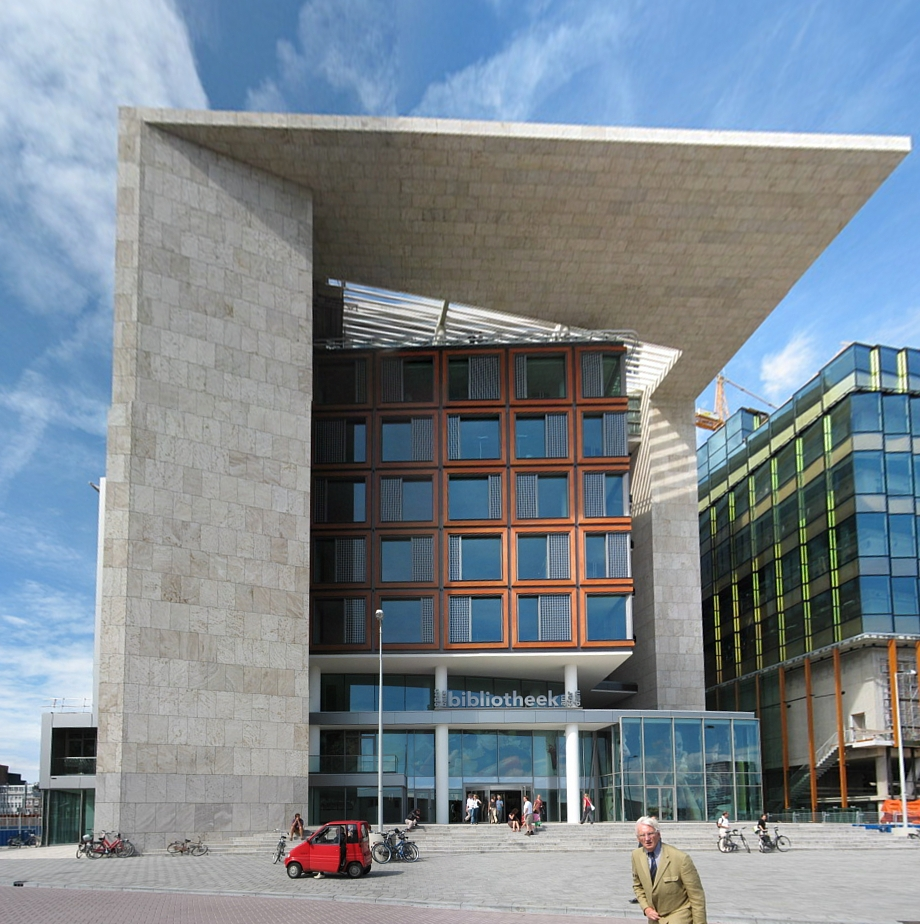
Öffentliche Bibliothek Amsterdam von Jo Coenen

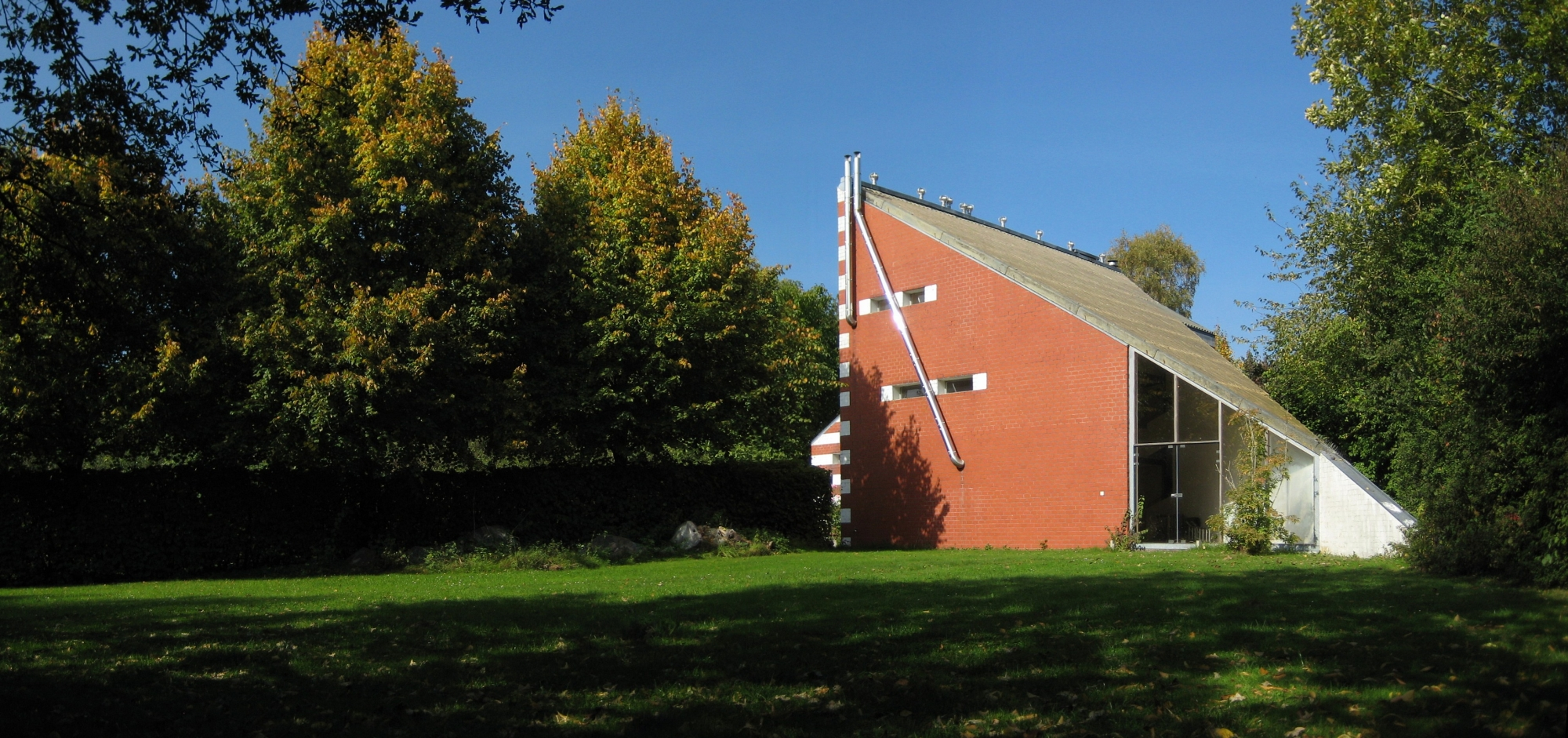
Galerie Waalkens in Finsterwolde von Gunnar Daan

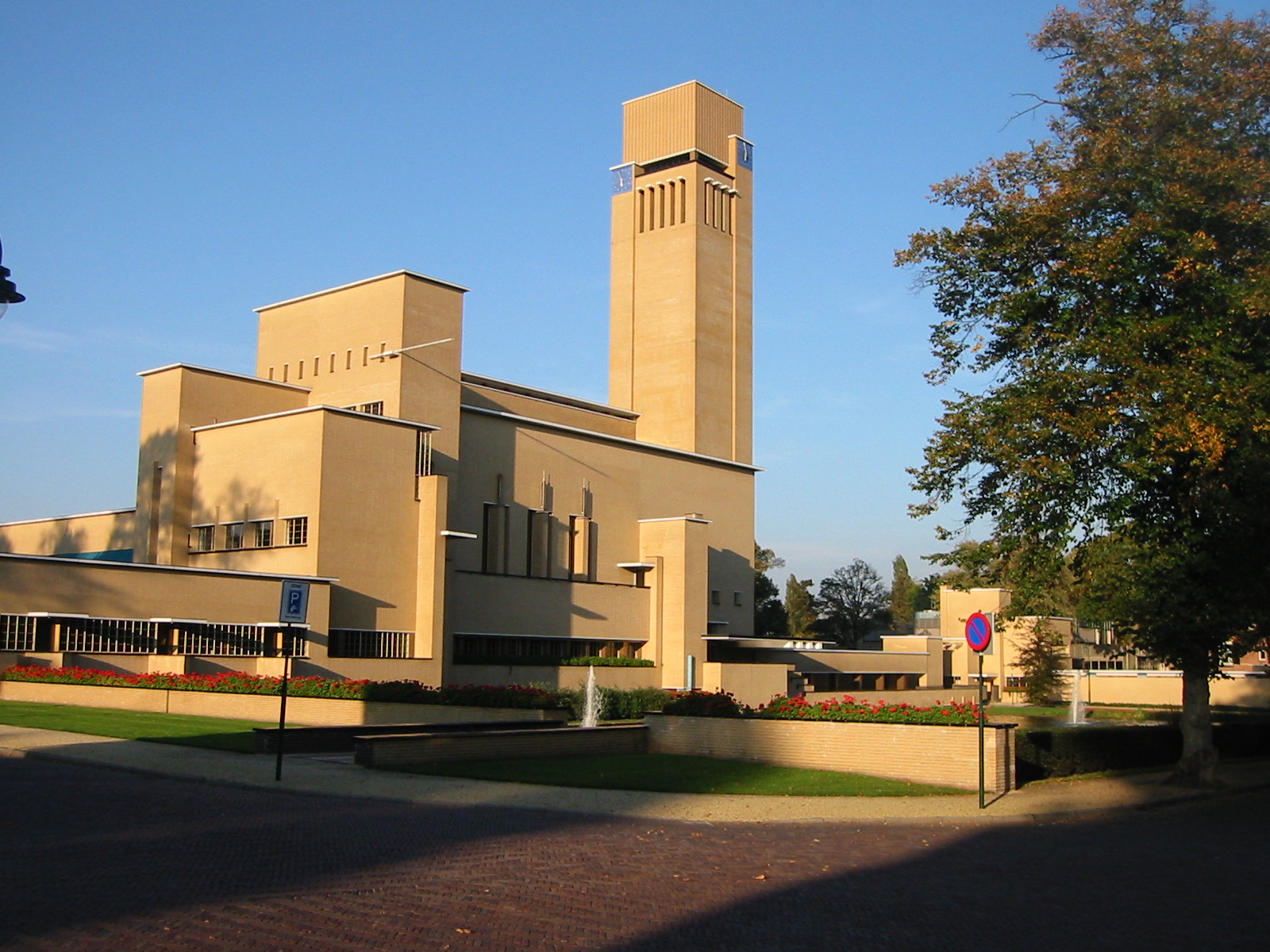
Rathaus Hilversum von Willem Dudok

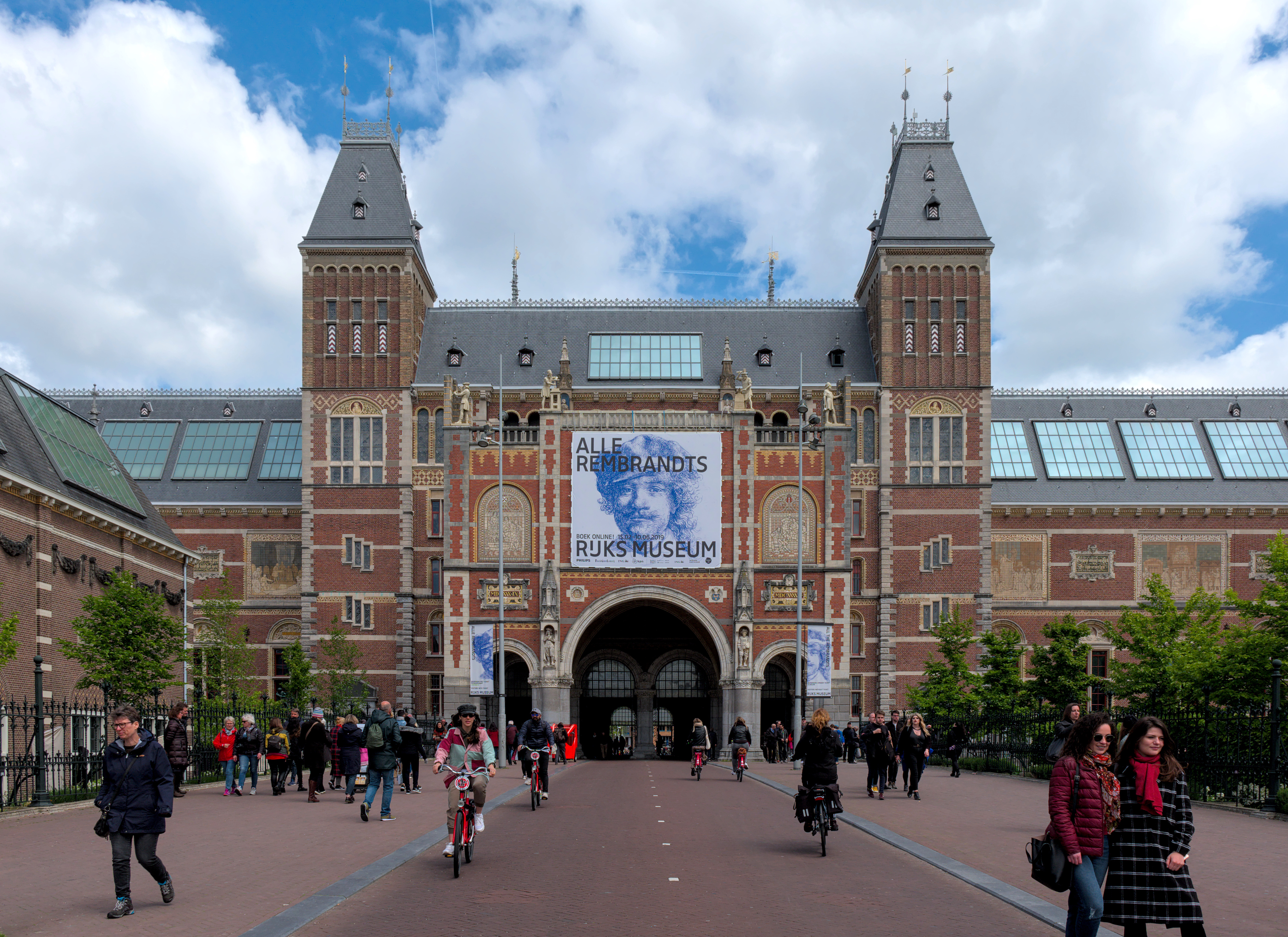
Rijksmuseum Amsterdam von Pierre Cuypers

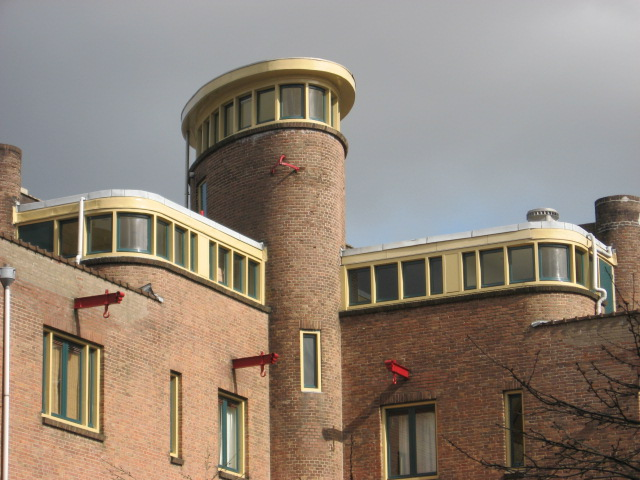
Wohnkomplex, Amsterdam von Johannes Christiaan van Epen

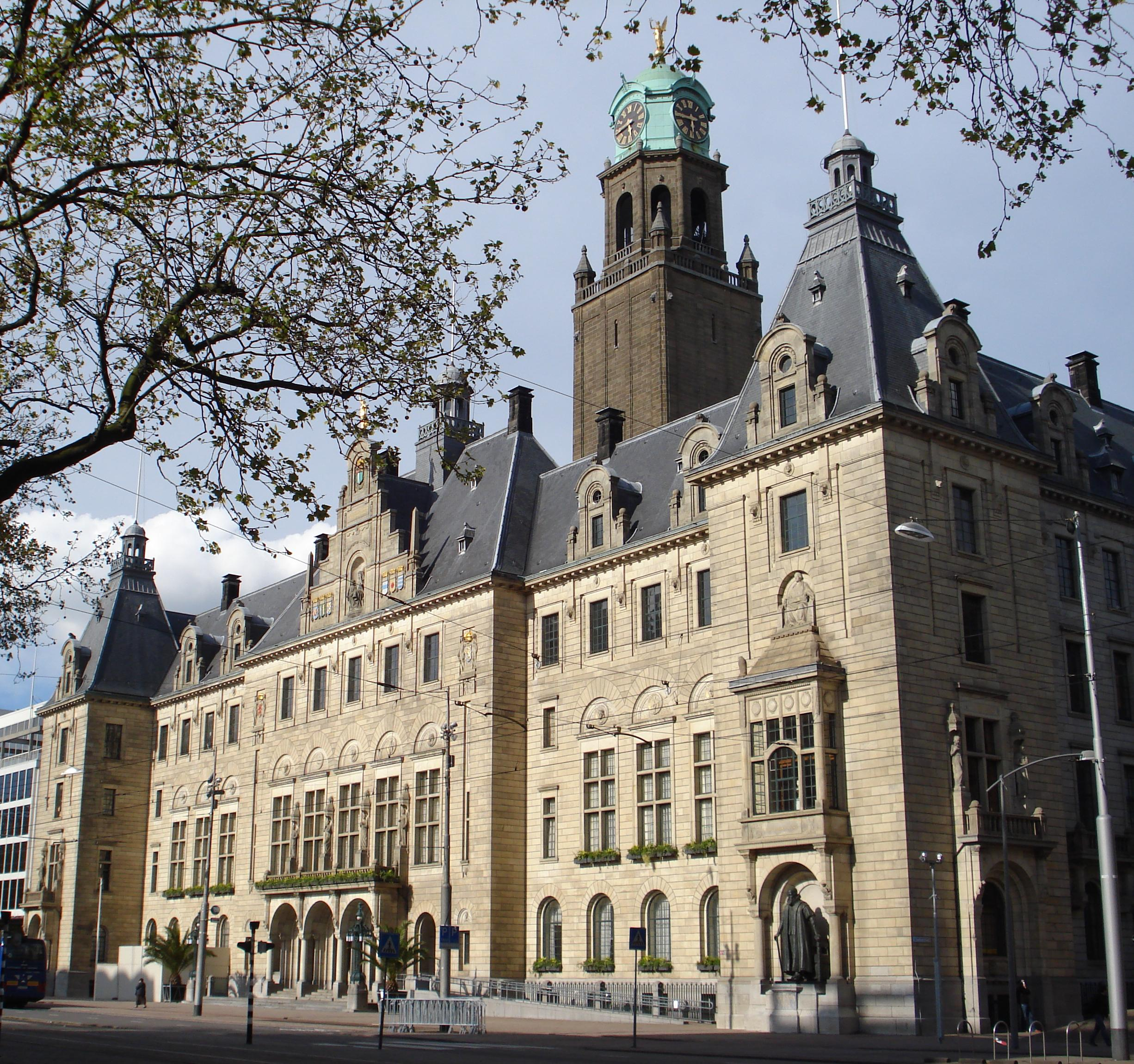
Rathaus Rotterdam von Henri Evers

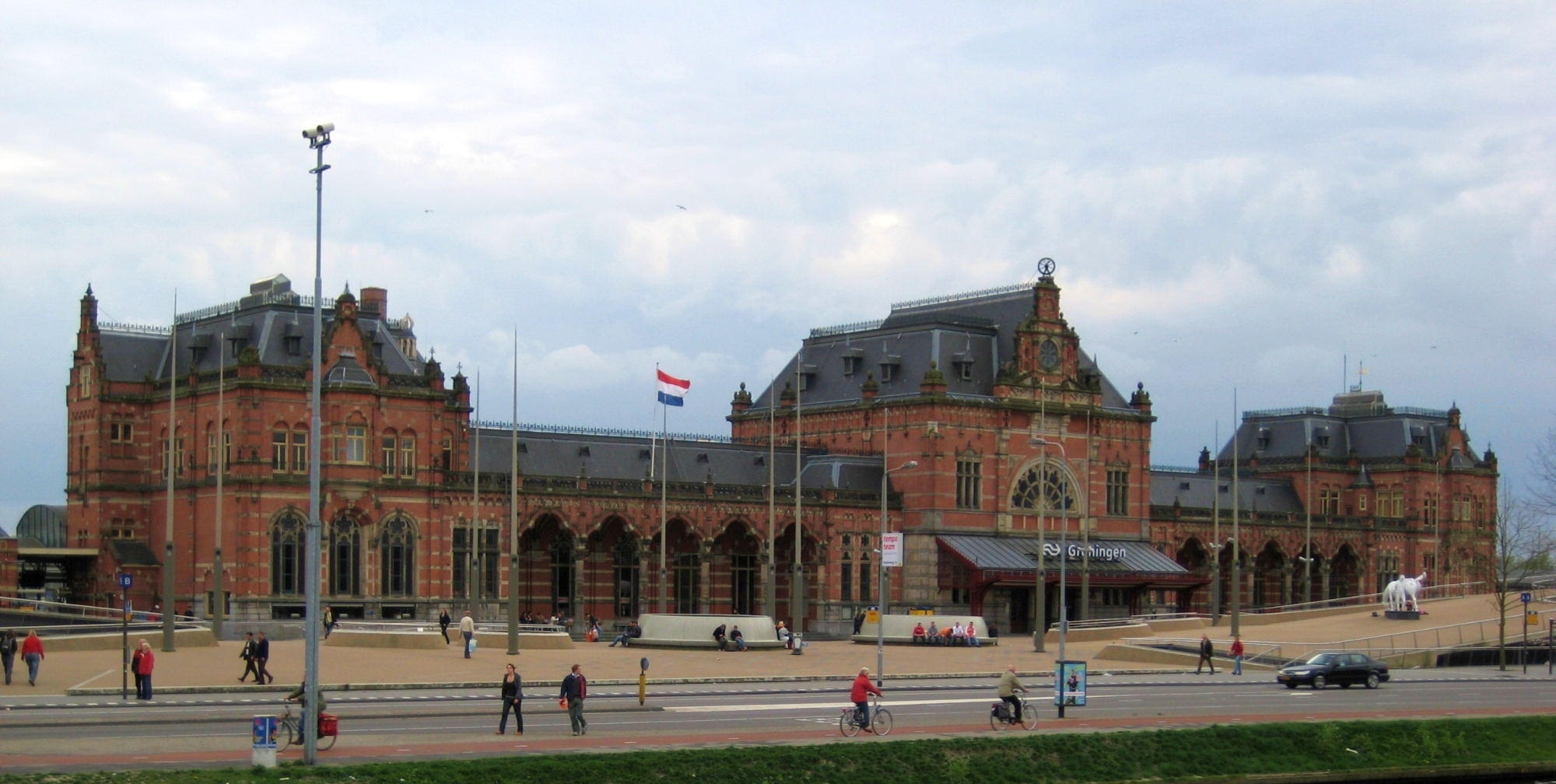
Bahnhof Groningen von Isaac Gosschalk

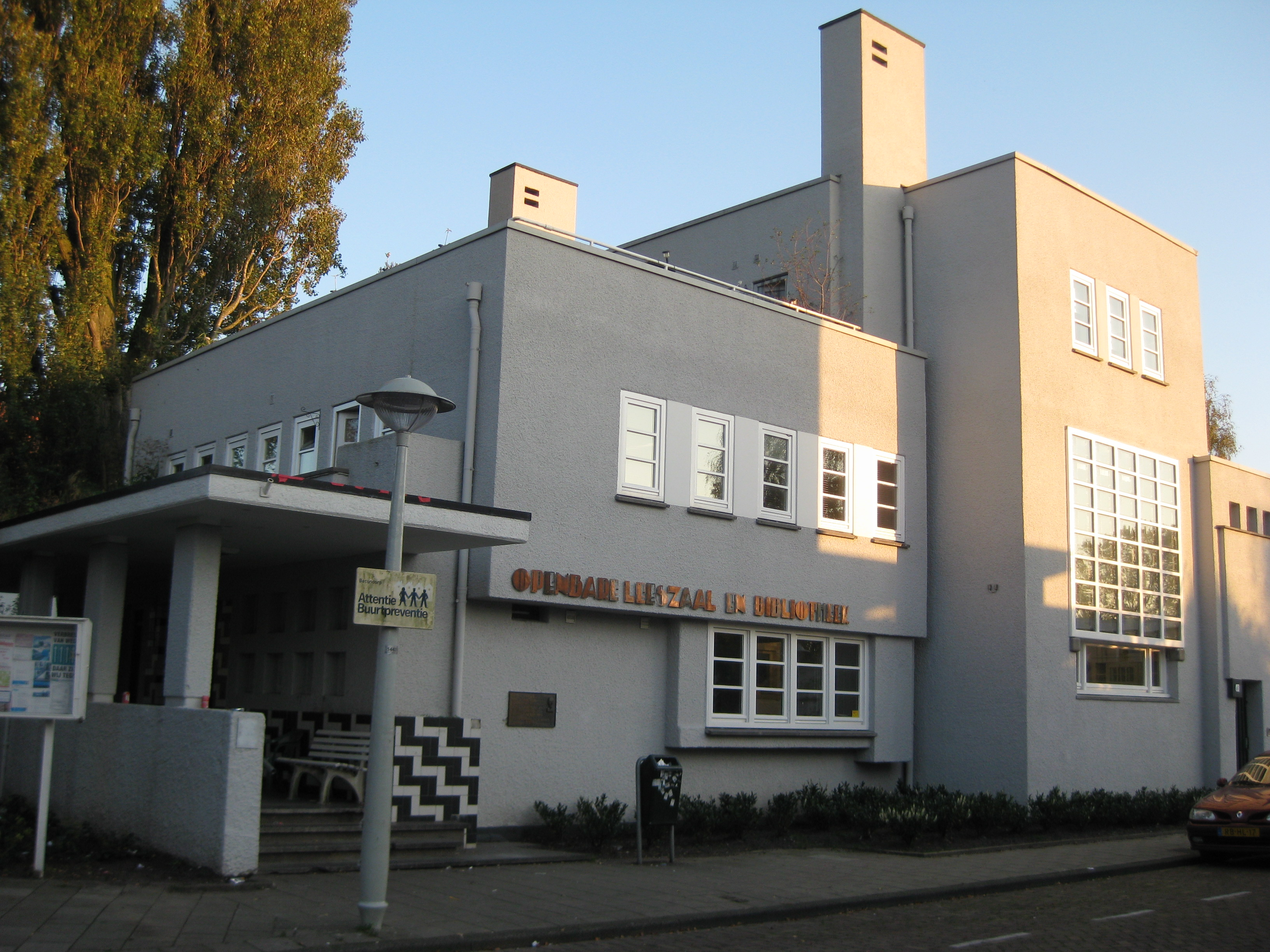
Bibliothek Betondorp, Amsterdam von Dick Greiner

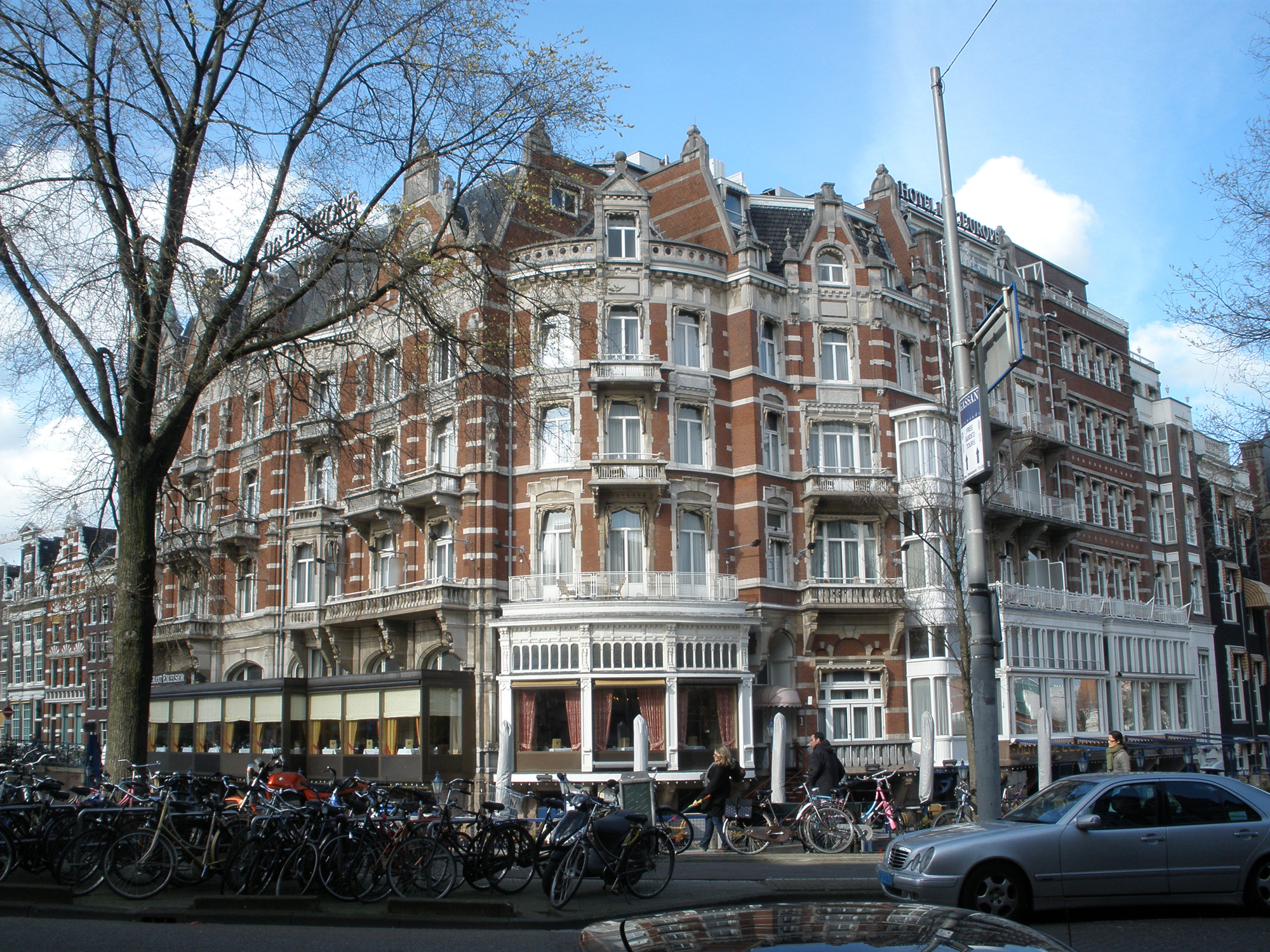
Hotel de l’Europe in Amsterdam von Willem Hamer jr.

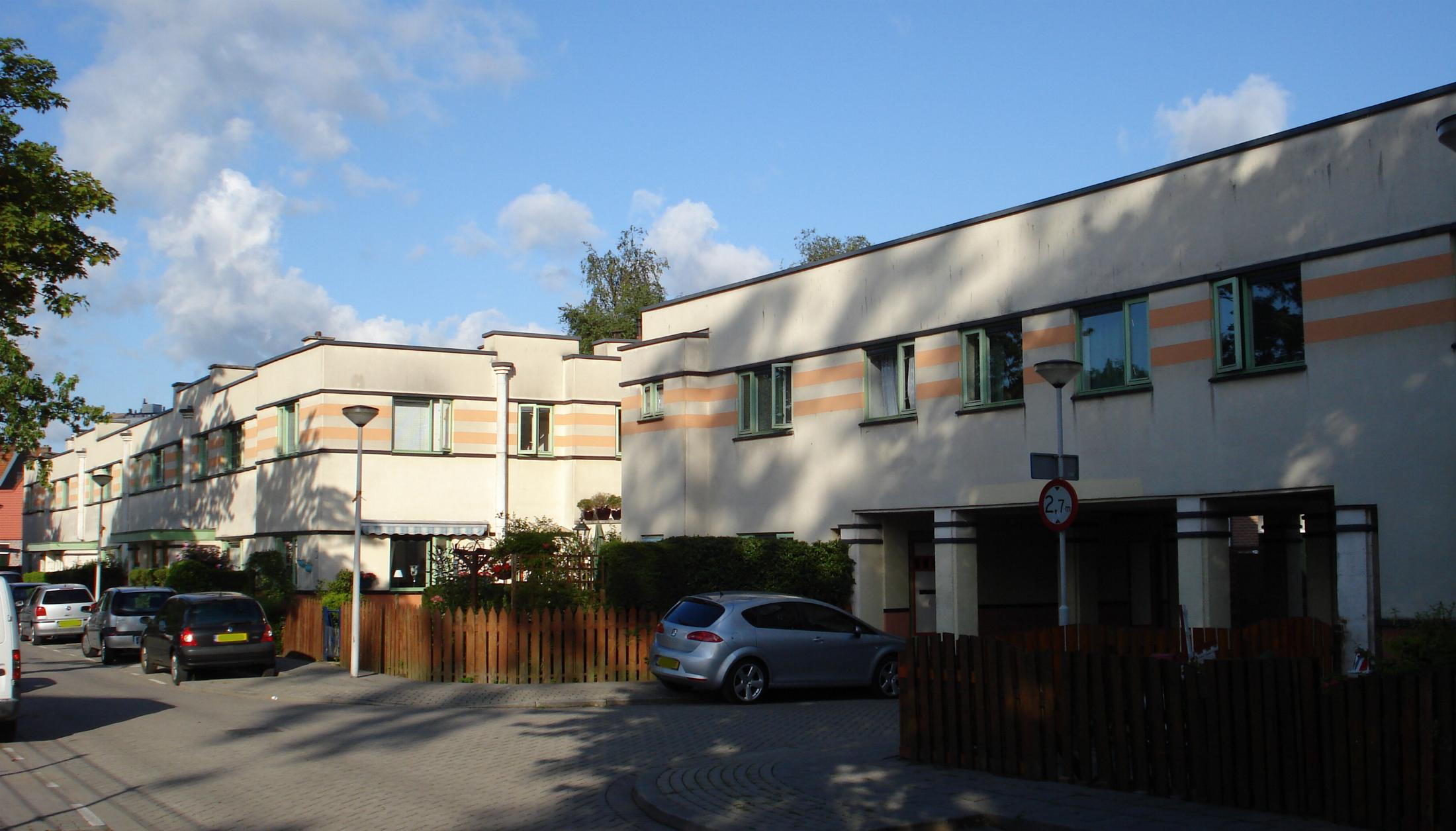
Betonwoningen Dubbelstraat, Rotterdam von Johannes Martinus van Hardeveld

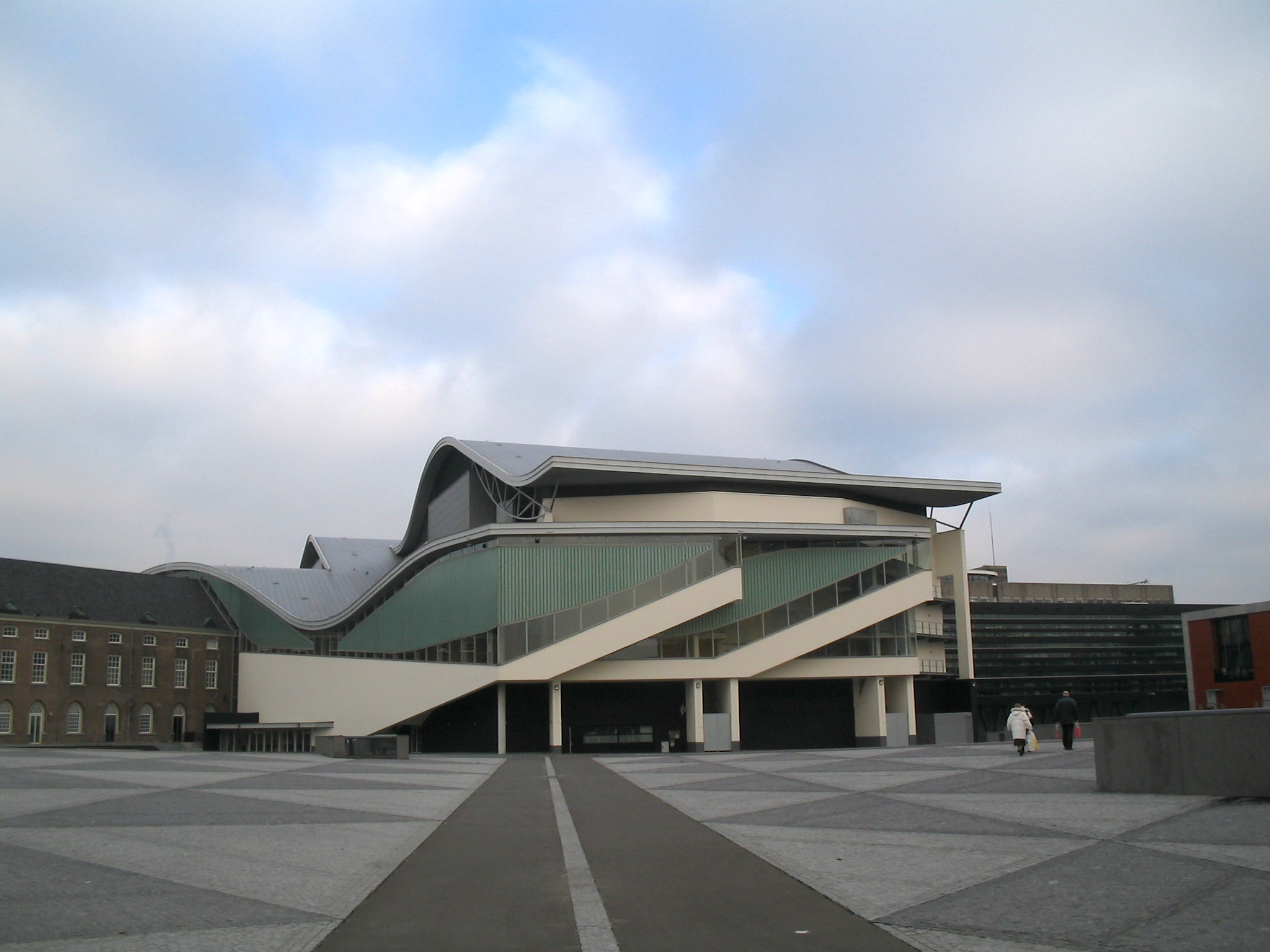
Chassé Theater, in Breda von Herman Hertzberger

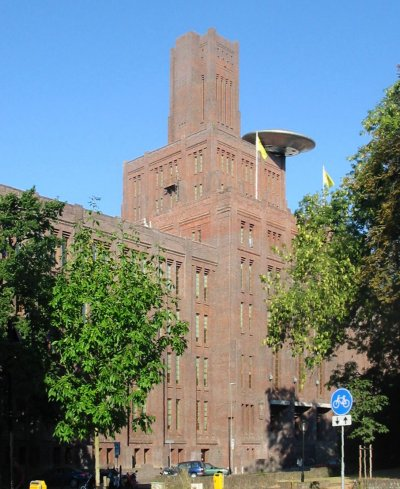
Das Tintenfass in Utrecht von George Willem van Heukelom

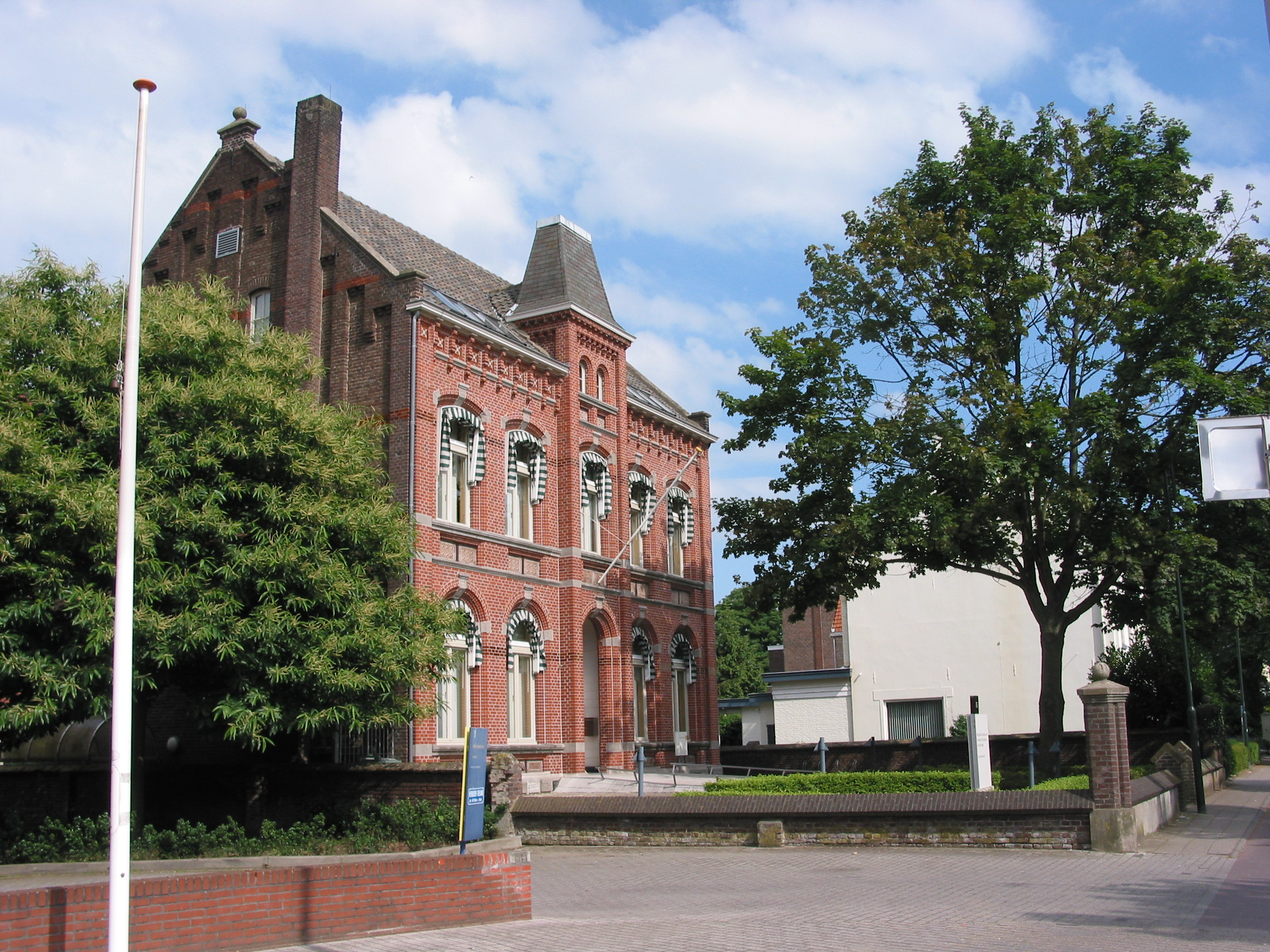
Kapellerlaan 15 in Roermond von Jan Jorna

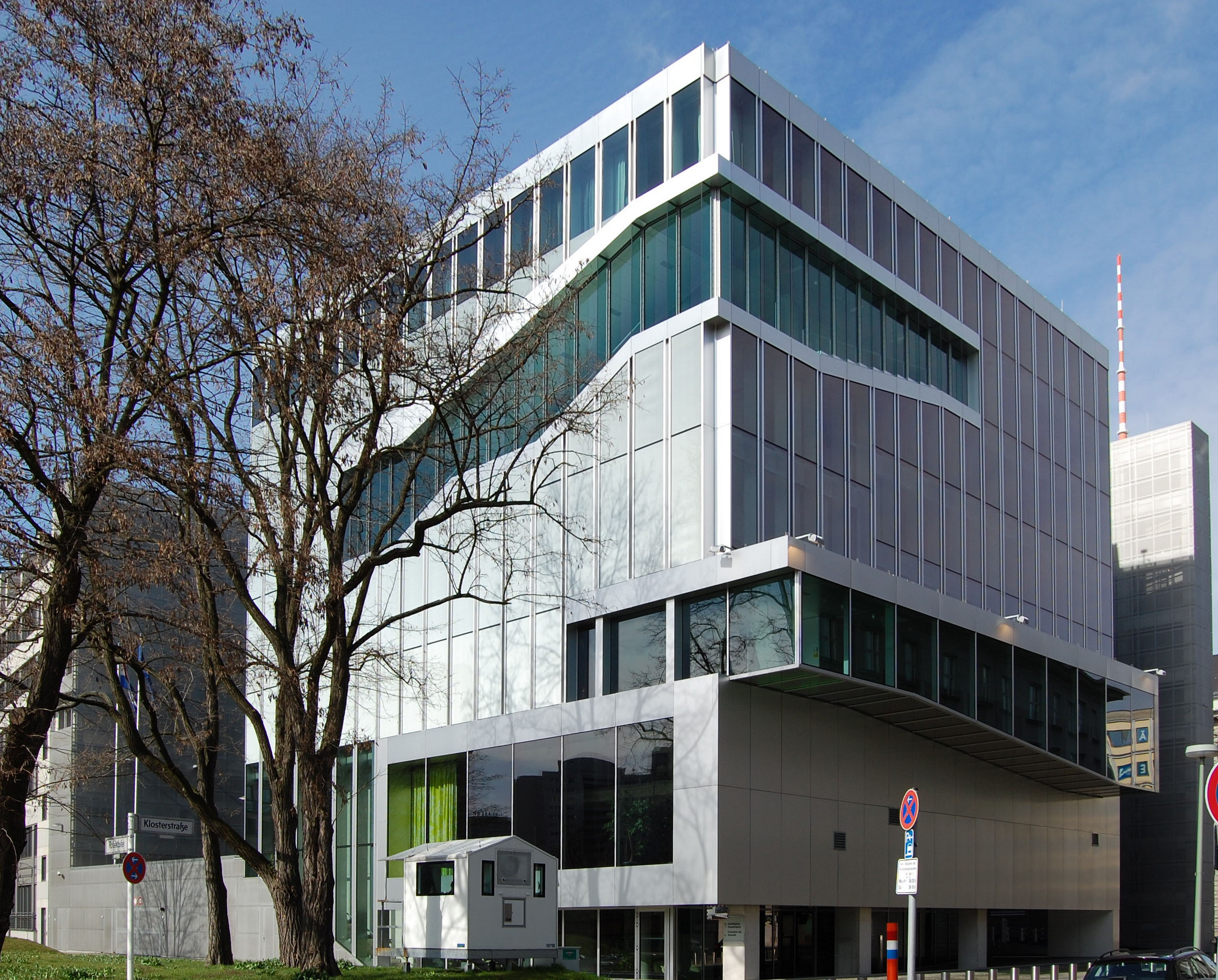
Niederländische Botschaft Berlin von Rem Koolhaas

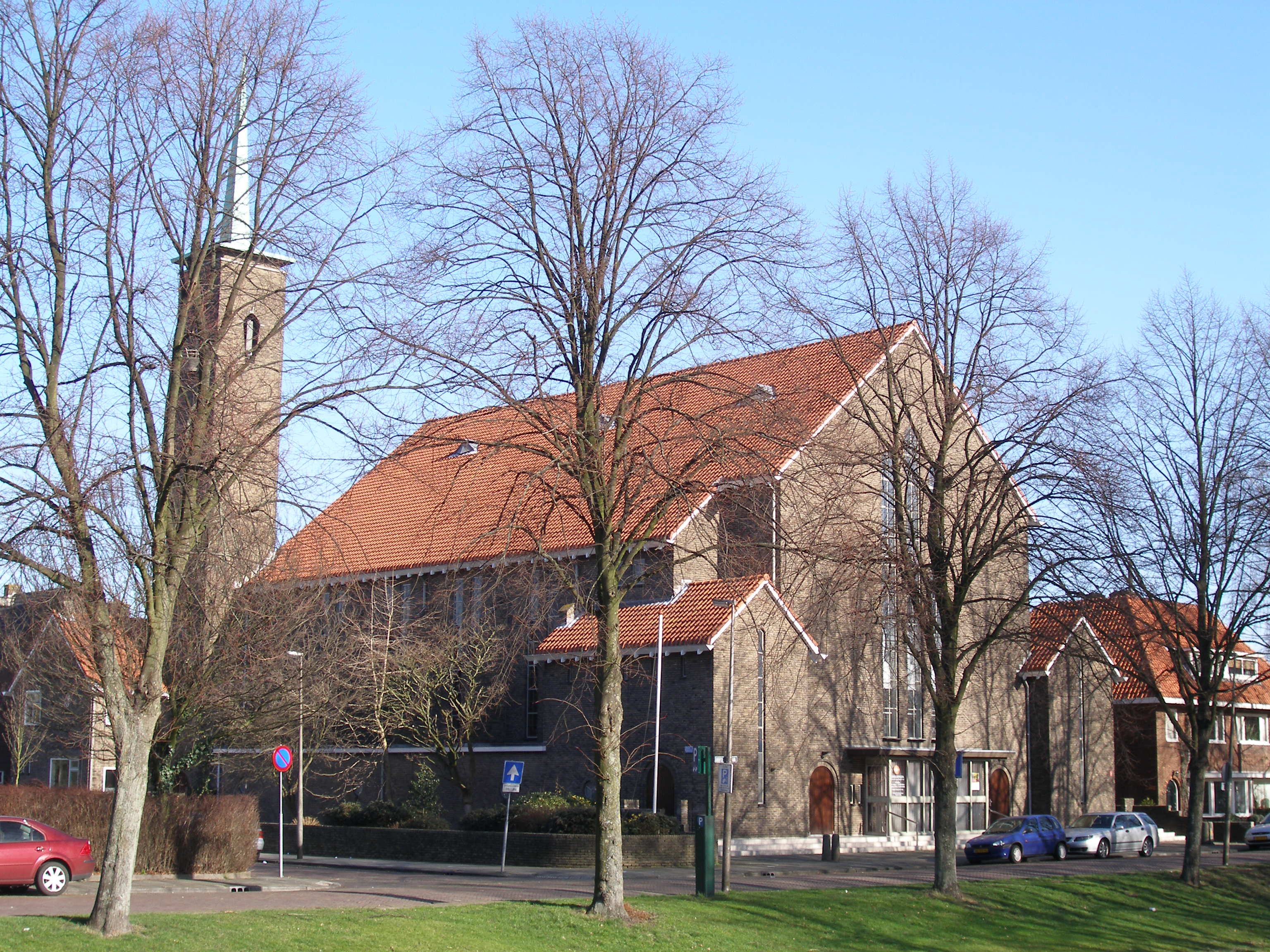
Tuindorp-Kirche in Utrecht von Abraham van der Kraan

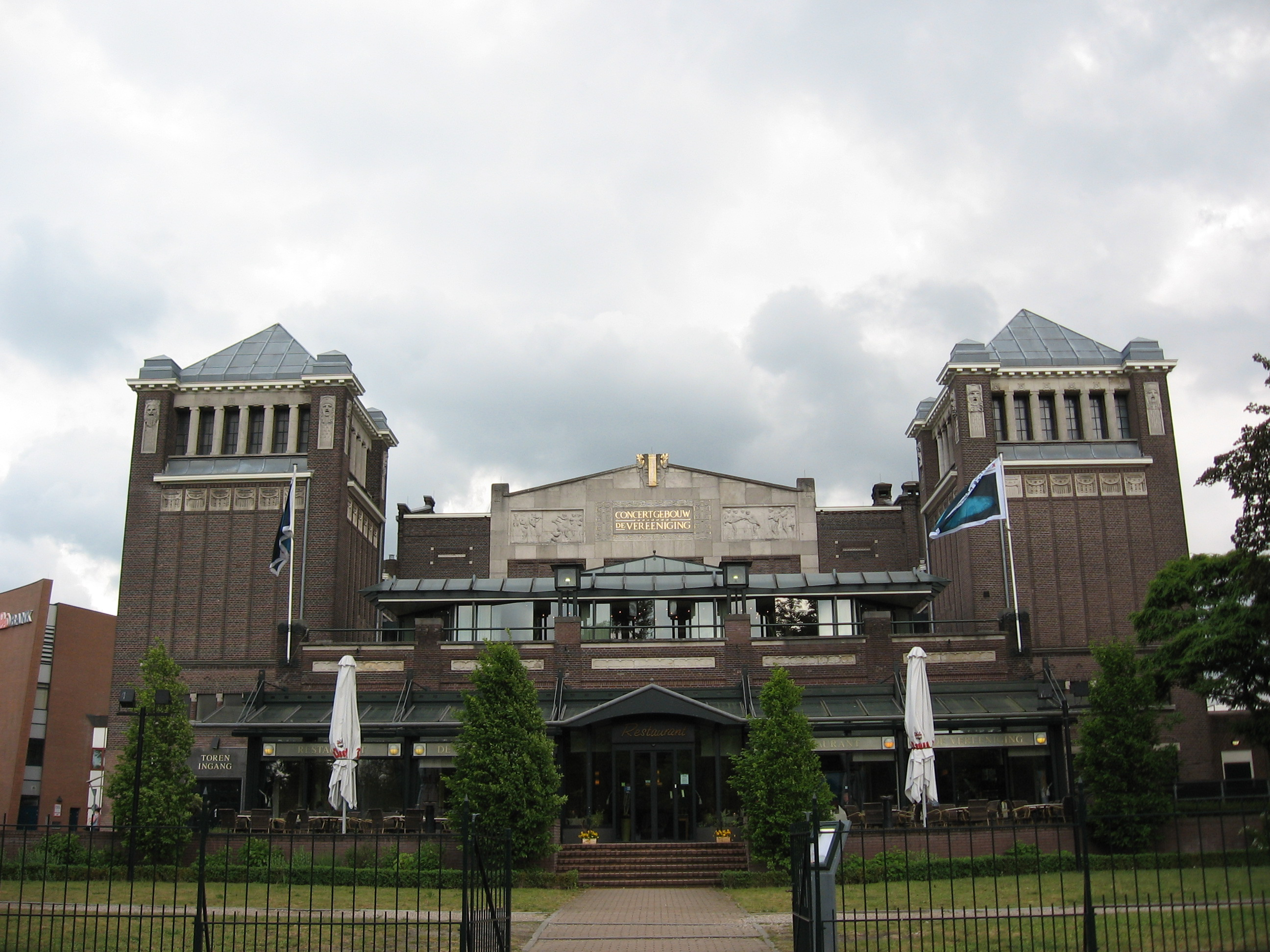
Gemeindekonzerthalle in Nijmegen von Oscar Leeuw

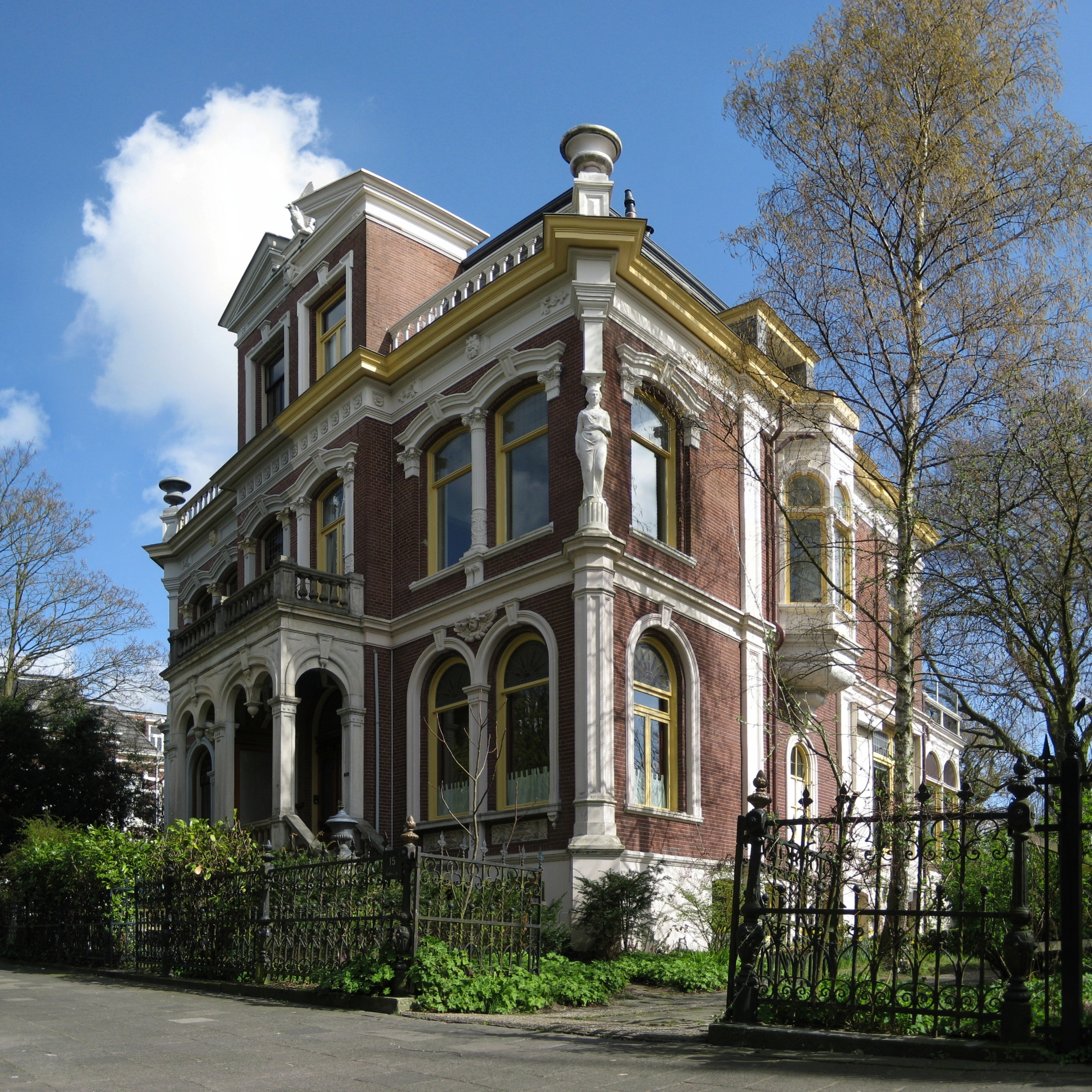
Die Villa in Groningen von Jan Maris

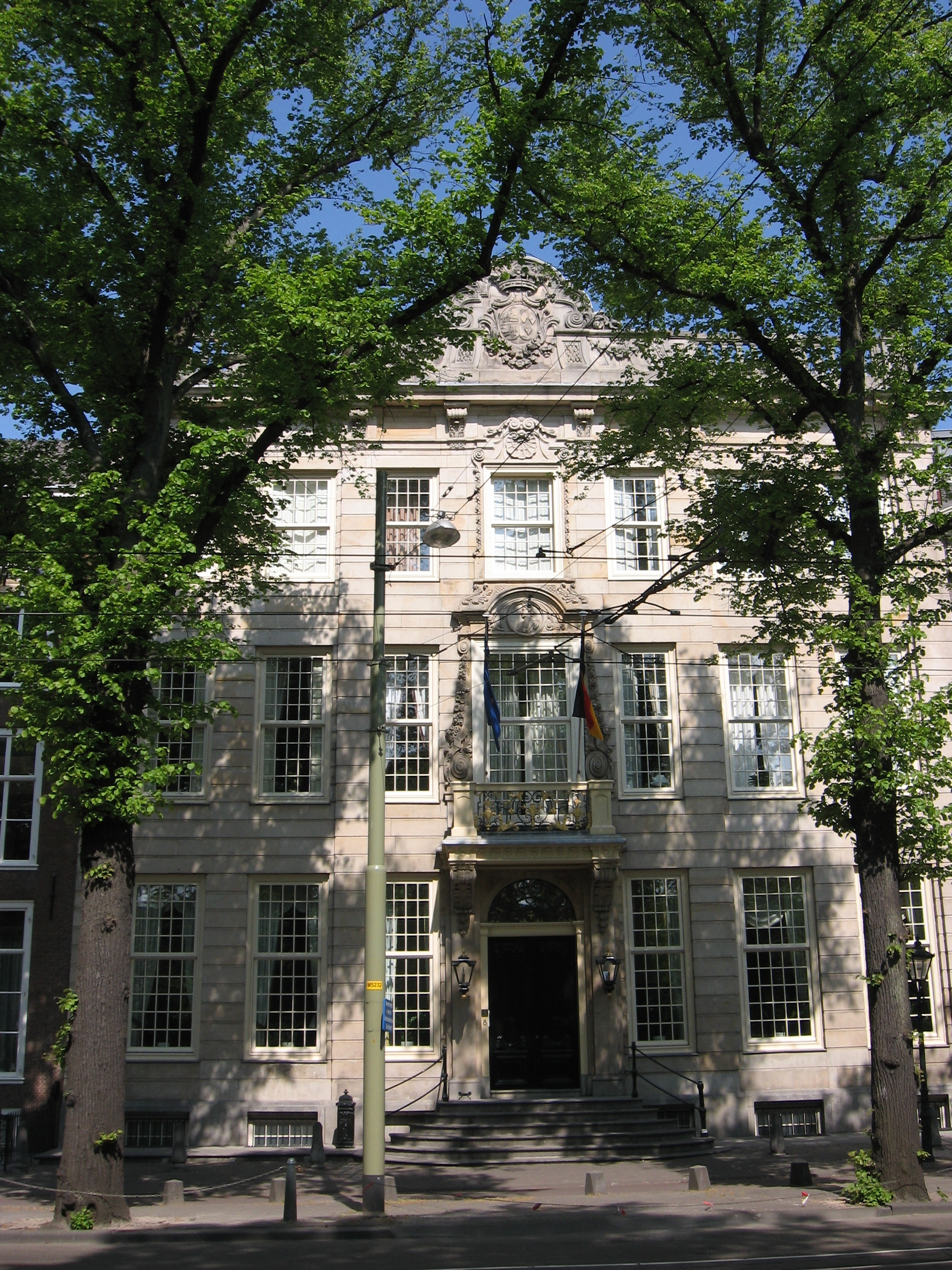
Haus Schuylenburch in Den Haag von Daniel Marot

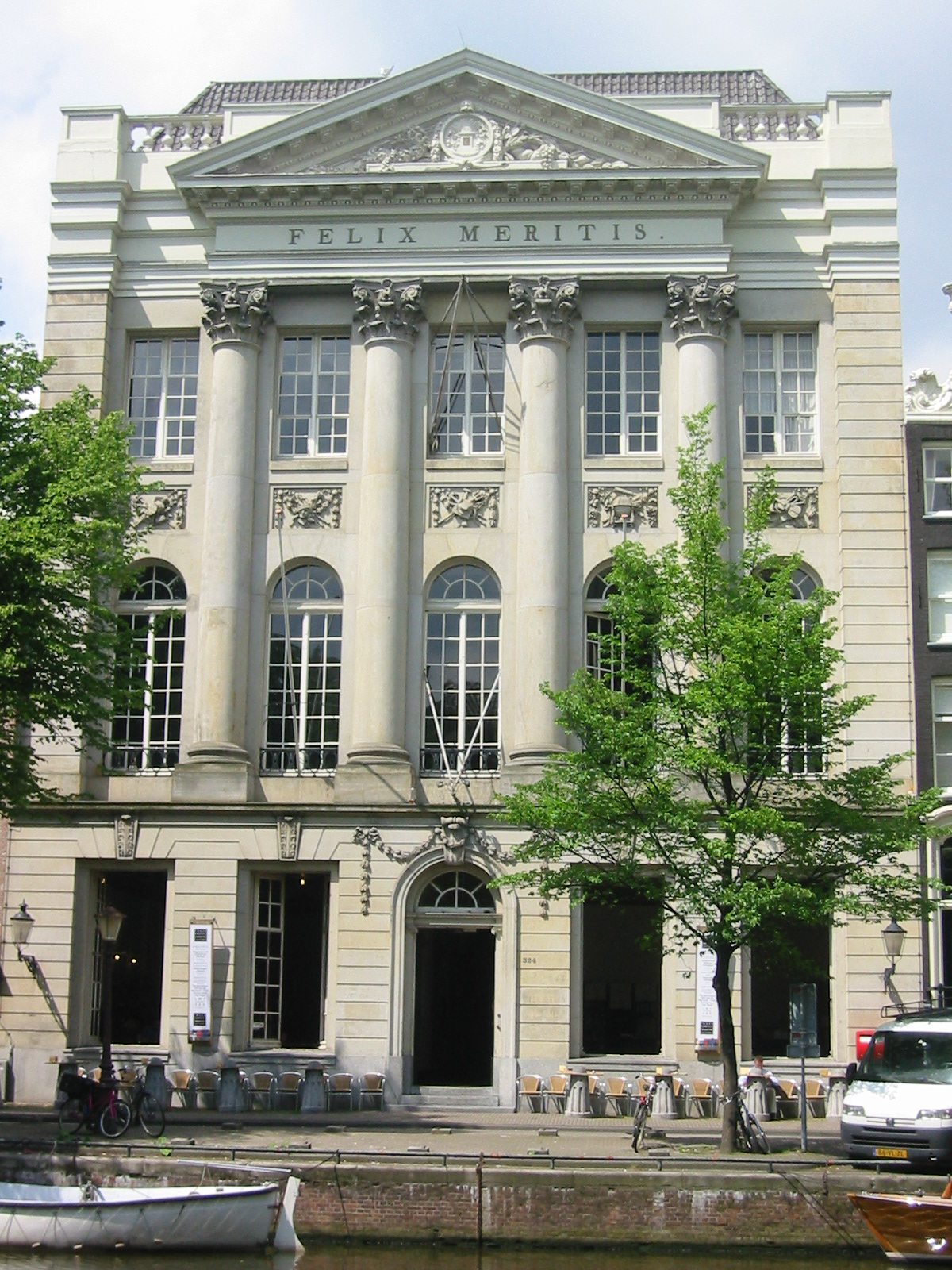
Felix Meritis, Amsterdam von Jacob Otten Husly

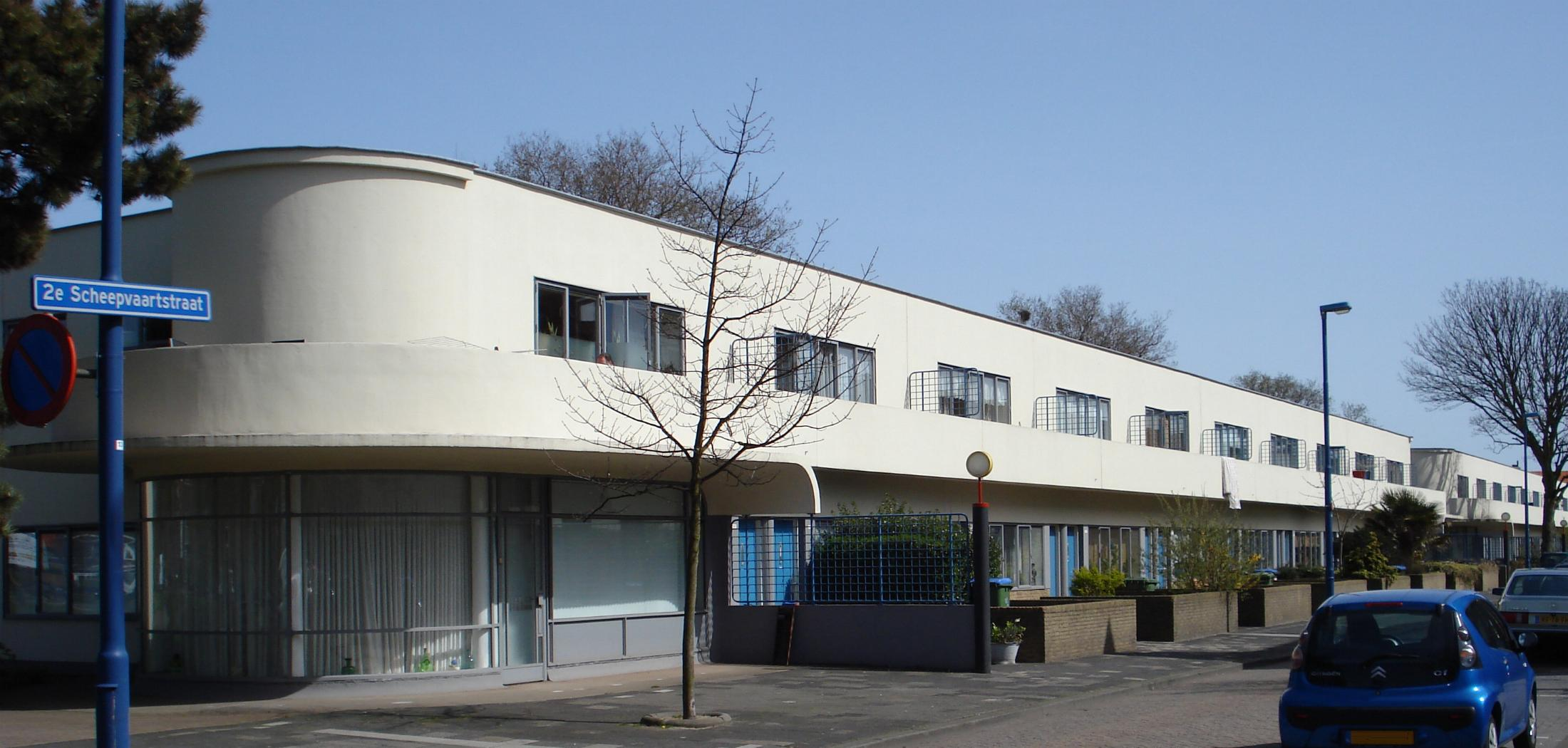
Arbeiderswoningen, (Arbeiterwohnungen) in Hoek van Holland vom Jacobus Johannes Pieter Oud

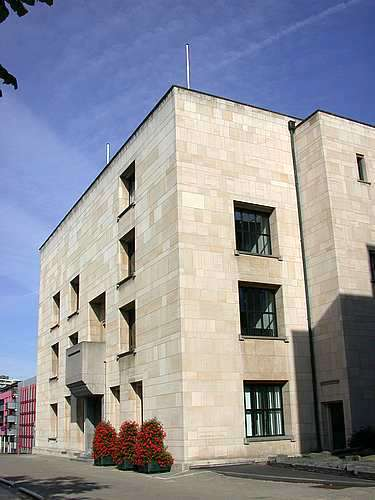
Rathaus Heerlen von Frits Peutz

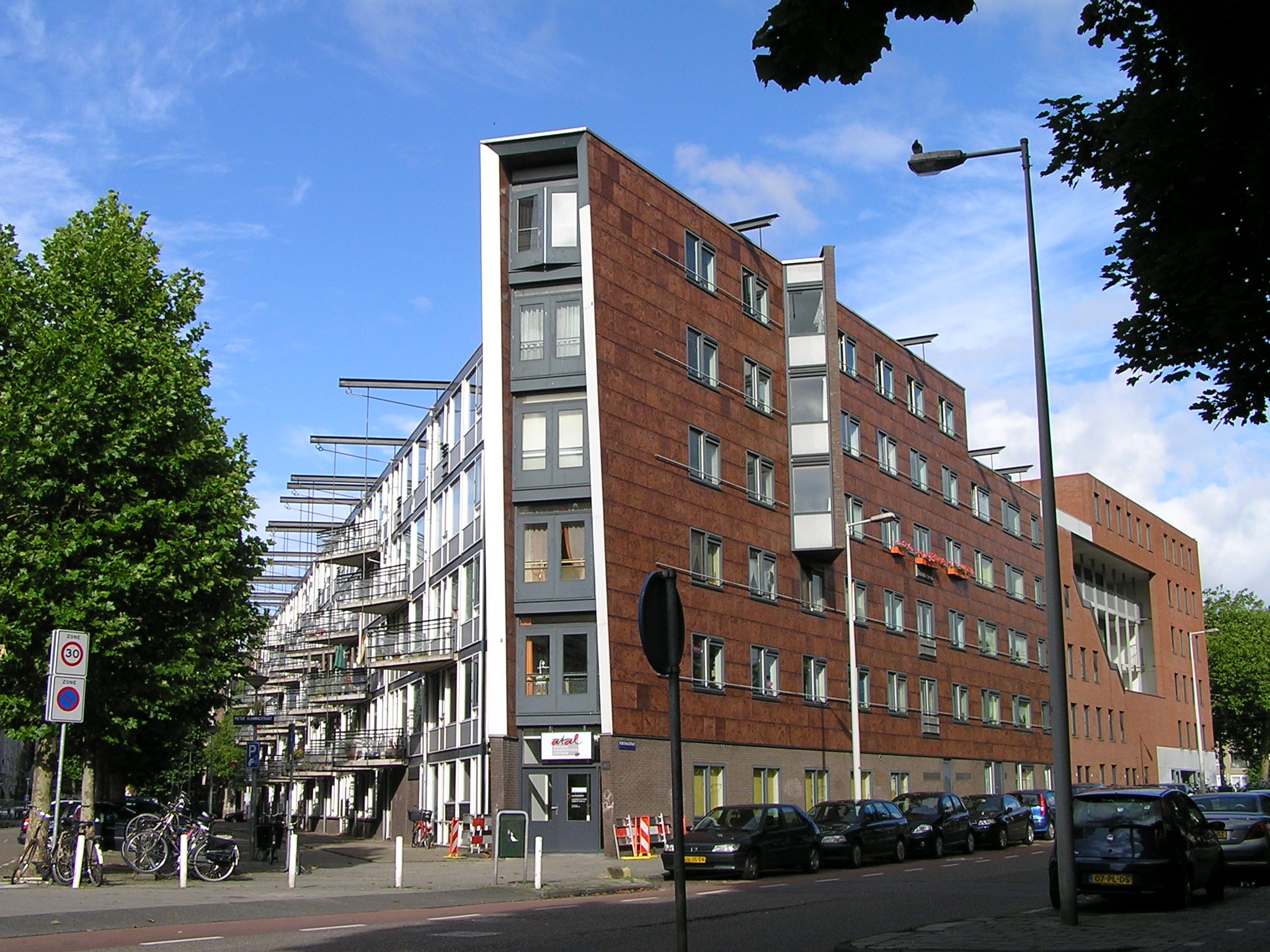
Woningbouw (Wohnungsbau) in Amsterdam von Liesbeth van der Pol

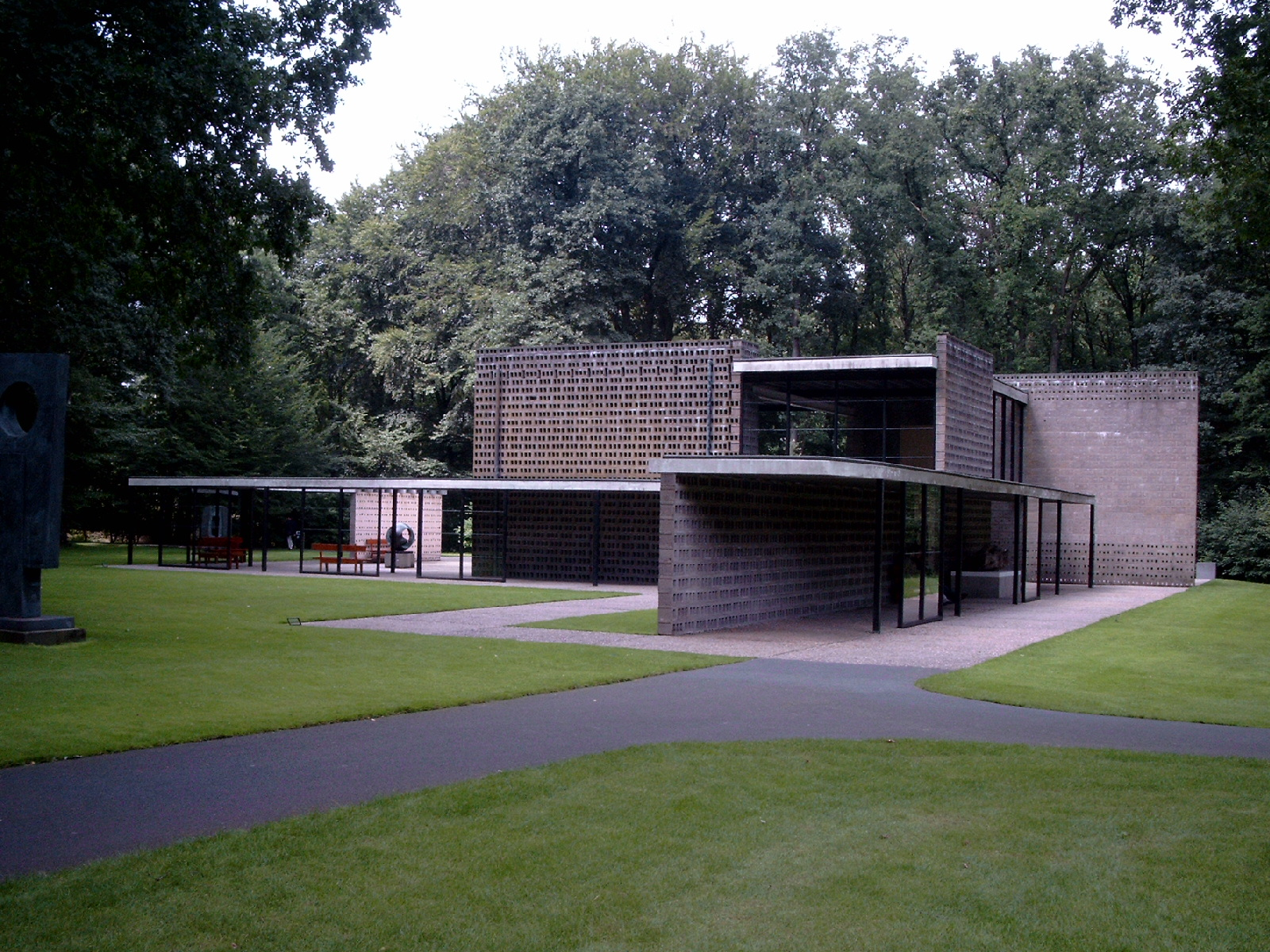
Rietveldpaviljoen in Otterlo

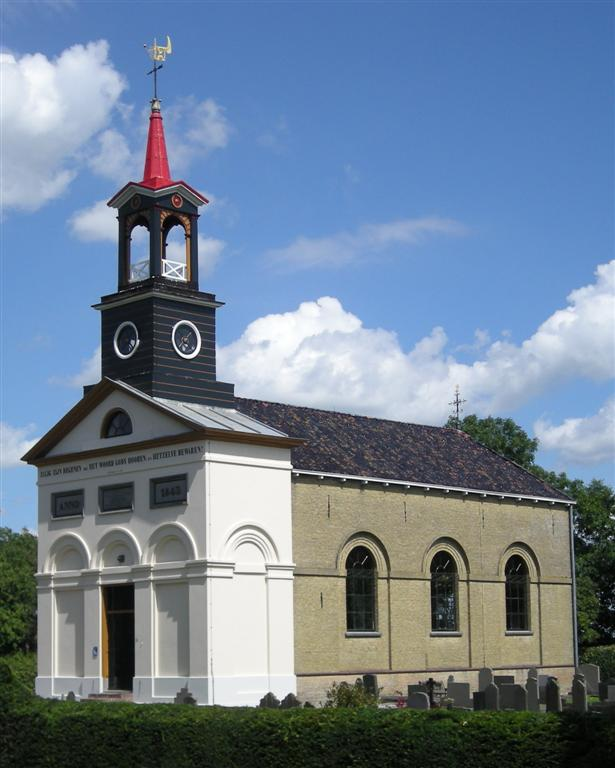
Lokschuppenkirche in Terband von Thomas Adrianus Romein

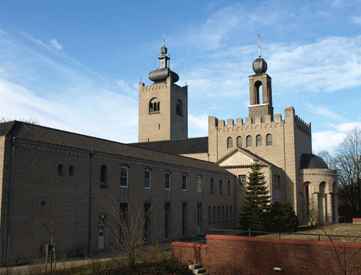
Constantinianum von Jos Schijvens

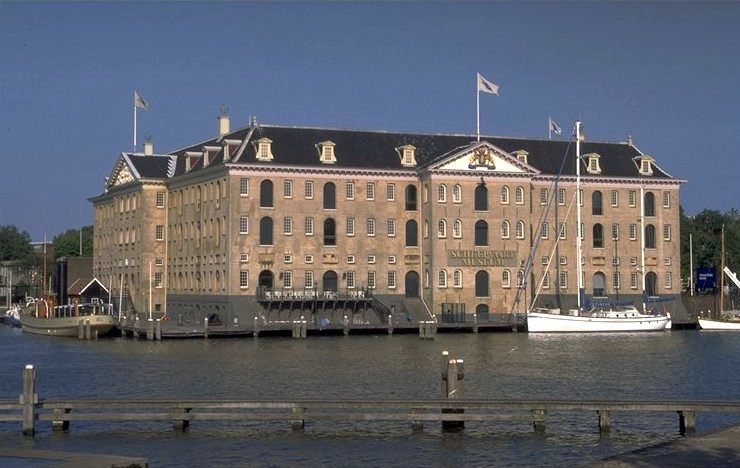
's Lands Zeemagazijn (Nationales Seefahrtsarsenal) in Amsterdam von Daniël Stalpaert

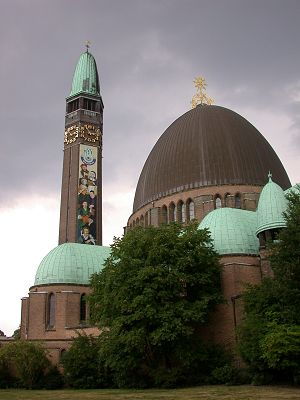
Sint-Janskerk (St. Johanneskirche) in Waalwijk von Hendrik Willem Valk

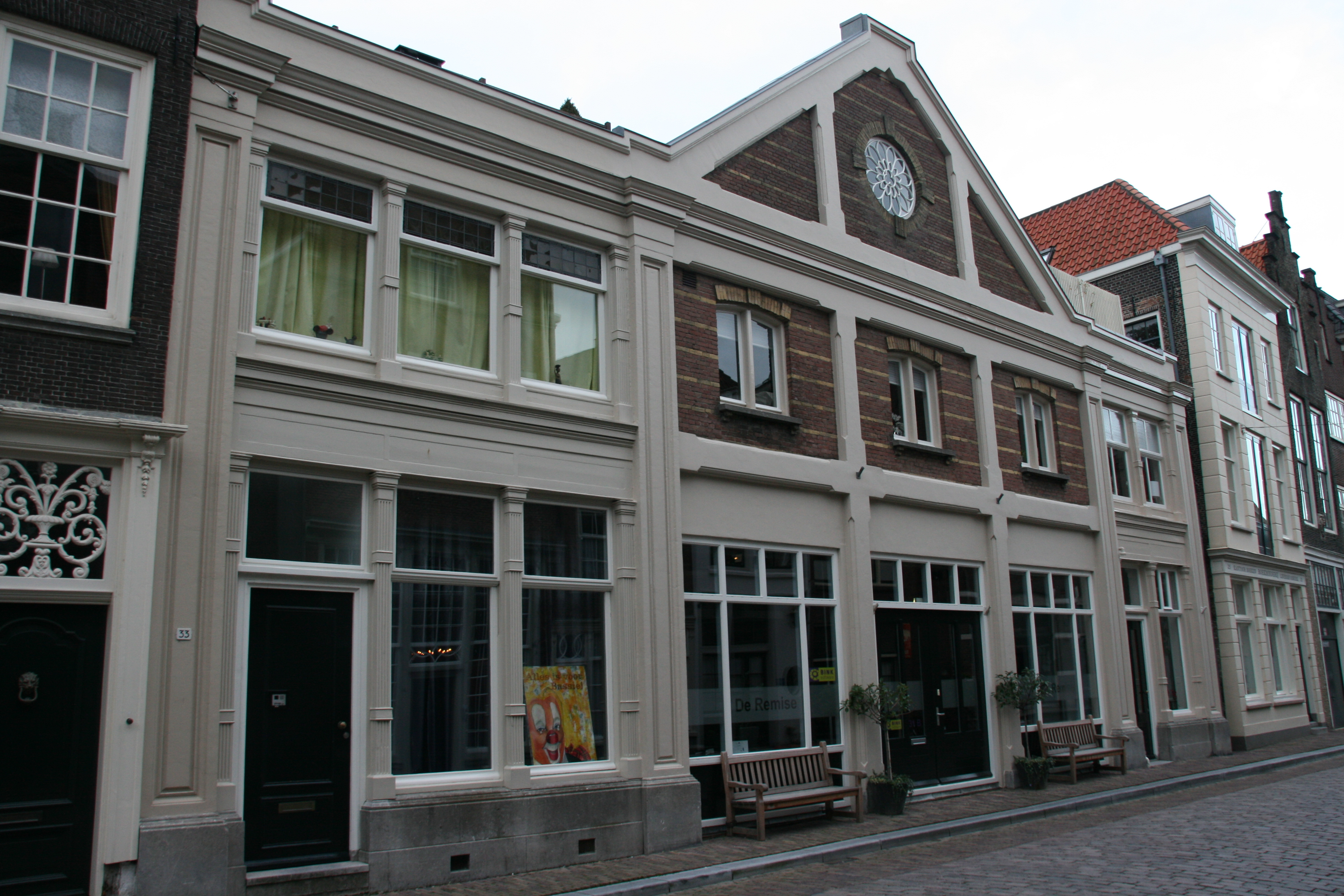
Speicherhaus (1882) in Dordrecht von Huibert Willem Veth

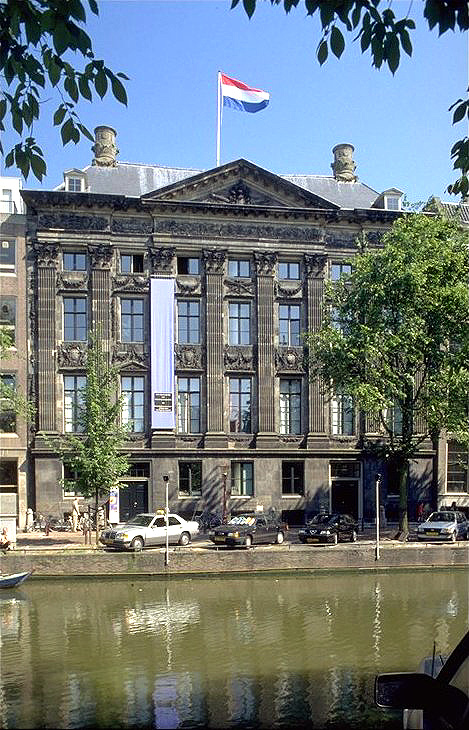
Trippenhuis in Amsterdam von Justus Vingboons

## A
- Jacob van Aaken (15/16. Jhdt.)
- Albert Aalbers (1897–1961)
- Pieter Adams  (1778–1846)
- Gerard Pieter Adolfs (1898–1968)
- Gerrit Adriaans (1898–1971)
- Fleur Agema (* 1976)
- Ton Alberts (1927–1999)
- Wiel Arets (* 1955)
- Gerrit van Arkel (1858–1918)
- Johannes Bernardus van Asbeck (1911–2010)
- Thijs Asselbergs (* 1956)
- Theo Asseler (1823–1879)

## B
- Herman Ambrosius Jan Baanders (1876–1953)
- Herman Hendrik Baanders (1849–1905)
- Jacob Bakema (1914–1981) (Jaap Bakema)
- Herman Bakker (1915–1988)
- Riek Bakker (* 1944)
- Wolter Bakker, (1888–1970)
- Claes Dircx van Balckeneynde (≈1600–1664)
- Marius Ballieux (* 1953)
- Jacob van den Ban (1860–1943)
- Bartholomeus van Bassen (≈1590–1652)
- Karel de Bazel (1869–1923)
- Jos. Bedaux (1910–1989)
- Peer Bedaux (1940)
- Coen Bekink (1922–1996)
- Jos Bekkers (1892–1945)
- Peter Bekkers (1859–1918)
- Piebe Belgraver (1854–1916)
- Gerrit Beltman (1843–1915)
- Jan Benninga (1894–1970)
- Jan Benthem (* 1952)
- Johan Berben (1883–1941)
- J.W.H. Berden (1861–1940)
- J.F. Berghoef (1903–1994)
- Ben van Berkel (* 1957)
- Hendrik Petrus Berlage (1856–1934)
- Anton Karel Beudt (1885–1934)
- J.G. van Beusekom (1825–1881)
- Kees de Bever (1897–1965)
- Leo de Bever (1930–2015)
- Ashok Bhalotra (* 1943)
- N. Biezeveld (1849–1934)
- Jan Bijlefeld (1922–2001)
- Bernard Bijvoet (1889–1979)
- IJme Gerardus Bijvoets (1837–1901)
- Joost Jansz. Bilhamer (1541–1590)
- Laurens Bisscheroux (1934–1997)
- Cornelis Blaauw (1885–1947)
- Adrianus Bleijs (1842–1912)
- Leonardus de Blinde (1884–19??)
- Ide Bloem (1893–1965)
- Cornelis Bloemaert (≈1540–1593)
- Piet Blom (1934–1999)
- Alexander Bodon (1906–1993)
- Jans Boelens (1891–1965) (J. Boelens Kzn.)
- Johannes Albertus Boer (1895–1971)
- Cees Rienks de Boer (1881–1966)
- Johannes Wilhelmus Boerbooms (1849–1899)
- Berend Tobia Boeyinga (1886–1969)
- Nanno Boiten (1884–1943)
- Arij van Bol’es (1694/95–1776)
- Harmen van Bol’es (1689–1764)
- Cornelis van Boles (1658–1735)
- Derk Bolhuis (1876–1953)
- Caroline Bos (* 1959)
- C.A. Boll van Buuren (1818–1959)
- Antonius Cornelis Bolsius (1839–1874)
- Dirk Bolt (1930–2020)
- Rudolf Bomers (1938)
- Abe Bonnema (1926–2001)
- Taeke Boonstra (1850–1932)
- Alphons Boosten (1893–1951)
- Jan Willem Bosboom (1860–1928)
- Theo Bosch (1940–1994)
- Jan Boterenbrood (1886–1932)
- Siebe Jan Bouma (1899–1959)
- Elias Bouman (1636–1686)
- Jan Bouman (1706–1776)
- Anoul Bouwman (* 1966)
- Co Brandes (1884–1955)
- Salomon de Bray (1597–1664)
- Loek Brandts Buys (1908–1983)
- Karel Hendrik van Brederode (1827–1897)
- Evert Breman (1859–1926)
- Gustav Cornelis Bremer (1880–1949)
- W.J. Brender à Brandis (1845–1929)
- Albert Breunissen Troost (1832–1900)
- Paul Briët (1894–1978)
- Cornelis Jacobus Brill (1853–1929)
- Herman Jan van den Brink (1816–1883)
- Johannes Brinkman (1902–1949)
- Michiel Brinkman (1873–1925)
- Jo van den Broek (1898–1978)
- Bert Brouwer (1844–1891)
- Jan Brouwer (1916–1976)
- Pi de Bruijn (* 1942)
- Mechiel Bruin Bruins (1881–1953)
- Auke Bruinsma (1749–1819)
- Daniël David Büchler (1787–1881)
- Jan Buijs (1889–1961)
- H.B. Bulder (1890–1955)
- Gerardus Buskens (1853–1933)
- Piet Buskens (1872–1939)
- Bernard Buurman (1883–1951)
- Cent Buurman (1878–1914)

## C
- Abel Cahen (* 1934)
- Willem Camman (1861/62–1890)
- Henri Camp (1821–1875)
- Jacob van Campen (1596–1657)
- Elias Canneman (1905–1987)
- Johann Georg van Caspel (1870–1928)
- Kees Christiaanse (* 1953)
- B.J.C. Claase (1863–1919)
- Aris Claeszon (1616–≈1633)
- Jo Coenen (* 1949)
- Peter Jansz. van Cooten (17. Jhdt.)
- Emmanuel Corbey (1863–1922)
- Guillaume la Croix (1877–1923)
- Antoon Croonen (1923–2006)
- Karel Lodewijk Croonen (1877–1930)
- Joseph Crouwel jr. (1885–1962)
- Mels Crouwel (* 1953)
- Eduard Cuypers (1859–1927)
- Jos Cuypers (1861–1949) (Joseph Cuypers)
- Pierre Cuypers (1827–1921)
- Pierre Cuypers jr. (1891–1982)

## D
- Gunnar Daan (* 1939)
- Cees Dam (* 1932)
- Johannes Jacobus Delia (1816–1898)
- Jos Deltrap (1909–1973)
- B.K. Dertien (1890–1965)
- Christianus Petrus Wilhelmus Dessing (1844–1913)
- Willem Diehl (1876–1959)
- Joan van Dillen (1930–1966)
- Frans Dingemans (1905–1961)
- Stefan Dings (1895–1971)
- Theo van Doesburg (1883–1931)
- Frits van Dongen (* 1946)
- Adriaan Dortsman (1635–1682)
- Cees Douma (1933–2023)
- Gerard van Drecht (1879–1963)
- Lucas Drewes (1870–1969)
- Jan Drummen (1891–1966)
- Willem Marinus Dudok (1884–1974)
- Johannes Duiker (1890–1935) (Jan Duiker)
- Marius Duintjer (1908–1983)
- Jan Dullaart (1891–1957)
- Lucas Christiaan Dumont (1865–1935)
- Willem Kornelis Dusseldorp (1816–1869)

## E
- Lucas Hermanus Eberson (1822–1889)
- Mick Eekhout (* 1950)
- M.G. Eelkema (1883–1930)
- Cornelis van Eesteren (1897–1988)
- Erick van Egeraat (* 1956)
- Anthonie Ek (1857–1921)
- W.Th. Ellerman (1936–1997)
- Piet Elling (1897–1962)
- A.Th. van Elmpt (1866–1953)
- Harry Elte (1880–1944)
- Johannes van Embden (1767–1846?)
- Sam van Embden (1904–2000)
- Jop van Epen (1880–1960)
- Aaldert Willem van Erkel (1839–1877)
- Frits Eschauzier (1889–1957)
- Louis Alexander van Essen (1871–1951)
- Charles Estourgie (1884–1950)
- Henri Evers (1855–1929)
- Aldo van Eyck (1918–1999)

## F
- Ida Falkenberg-Liefrinck (1901–2006)
- Jozef Fanchamps (1912–1982)
- Albert Jan Feberwee (1896–1977)
- Henk Fels (1882–1962)
- Jacob Fels (1889–1980)
- Caspar Franssen (1860–1932)
- Joseph Franssen (1893–1968)
- Cornelis Frederickszn (16. Jhdt.)
- Gijsbert Friedhoff (1892–1970)

## G
- Koenraad van der Gaast (1923–1993)
- Tylman van Gameren (1632–1706)
- Cees Geenen (1902–1973)
- Dirk Geijsbeek Molenaar (1844–1920)
- Adolf Daniël Nicolaas van Gendt (1870–1932)
- Dolf van Gendt (1835–1901)
- Frits van Gendt (1831–1900)
- Gerlach Jan van Gendt (1838–1921)
- Jan van Gendt (1833–1880)
- Johan Godart van Gendt (1803–1875)
- Johan Godart van Gendt (1866–1925)
- Kees van Genk (1838–1914)
- Petrus Johannes van Genk (1844–1919)
- Peter Gerssen (* 1932)
- Adriaan Geuze (* 1960)
- Frans Ghijsels (1882–1947)
- Jacobus van Gils (1865–1919) (Jac. van Gils)
- Gerrit Gisius (≈1877–1949)
- Ab Gmelig Meyling (1909–1991)
- J.F.A. Göbel (1900–1967)
- Abraham Nicolaas Godefroy (1822–1899)
- Adriaan Goijaerts (1811–1886)
- Frans van Gool (* 1922)
- Jacob van der Goot († 1933)
- Isaac Gosschalk (1838–1907)
- Piet Götzen (1914–1977)
- Hans Goverde (* 1964)
- Leonardus Goyaerts (1852–1918)
- Gradus Gradussen (1798–1880)
- Marinus Jan Granpré Molière (1883–1972)
- Jan Gratama (1877–1947)
- Arent van ’s-Gravesande (≈1610–1662)
- Bastiaan de Greef (1818–1899)
- Jan de Greef (1784–1834)
- Dick Greiner (1891–1964)
- Theodorus Martinus Maria van Grieken (1842–1914)
- Hubert van Groenendael (1868–1942)
- Jacques van Groenendael (1864–1932)
- Jean van Groenendael (1863–1919)
- Han Groenewegen (1888–1980)
- Willem Cornelis de Groot (1853–1939)

## H
- Lex Haak (* 1930)
- N. John Habraken (1928–2023)
- Johannes van Halteren (1893–1973)
- Wouter Hamdorff (1890–1965)
- Alaert du Hamel (1449?–≈1509)
- Pieter Johannes Hamer (1812–1887)
- Willem Hamer jr. (1843–1913)
- George Hamerpagt (1899–1965)
- Flip Hamers (1882–1966)
- Johan Wilhelm Hanrath (1867–1932)
- Quirinus Harder (1801–1880)
- Johannes Martinus van Hardeveld (1891–1953)
- Abraham van der Hart (1747–1820)
- Maarten van Harte (1868–1954)
- Luzia Hartsuyker-Curjel (1926–2011)
- Johannes Petrus Hazeu (1849–?)
- Tjakko Hazewinkel (1932–2002)
- Arie Heederik (1862–1937)
- Noud Heerkens (1915–2009)
- Hans van Heeswijk (1952)
- Jos Hegener (1864–1933)
- Willem van der Heide (1840–1928)
- Leo Heijdenrijk (1932–1999)
- Willem van der Helm (1628–1675)
- J.P.L. Hendriks (1895–1975)
- J. Hengeveld Jzn. (1865–1939)
- Hubert-Jan Henket (* 1940)
- Herman Hertzberger (* 1932)
- George Willem van Heukelom (1870–1952)
- Dirk Jan Heusinkveld (1878–1960)
- Hendrik Jan Heuvelink sr. (1806–1867)
- Hendrik Jan Heuvelink jr. (1833–1901)
- Piet Heyn (1856–1929)
- Jan Heyns (?–1516)
- Lambert Hezenmans (1841–1904)
- Gerhardus Hoekzema (1875–1935)
- Hindrik Hoekzema (1853–1923)
- Kornelis Hoekzema (1844–1911)
- Robert van ’t Hoff (1887–1979)
- Willem Carel Adriaan Hofkamp (1850–1924)
- Jules Hofman (1859–1919)
- Johannes Philippus Hogendijk (1845–1926)
- Gerard Holt (1904–1988)
- K.H. Holthuis (1852–1942)
- Tonnis Holthuis (1880–1937)
- Cornelis van Hoof (1862–1952)
- Gijs van Hoogevest (1887–1968)
- Gijsbert van Hoogevest (1951)
- Teunis (Teus) van Hoogevest (1915–2005)
- Jan Hoogstad (* 1930)
- Barend Hooijkaas jr. (1855–1943)
- Tamme van Hoorn (1886–1948)
- P.A.H. Hornix (1885–1956)
- Francine Houben (* 1955)
- Petrus Johannes Houtzagers (1857–1944)
- Pieter Huijsers (1781–1848)
- Jacques Hurks (1890–1977)
- P.M.A. Huurman (1863–1944)
- Max van Huut (* 1947)

## I
- Jonas Ingenohl (1855–1925)

## J
- Alphonsus Maria Leonardus Aloysius Jacot (1864–1927) (A. Jacot)
- Berend Jager (1884–1945)
- Jan van der Jagt (1924–2001)
- Jan Jans (1893–1963)
- Herman Gerard Jansen (≈1859–1934)
- Ybele Jelsma (1880–1964)
- Hendrik Jesse (1860–1943)
- Jan de Jong (1917–2001)
- Paul de Jongh (?–1924)
- Jan Jorna (1854–1927)

## K
- Louis Christiaan Kalff (1897–1976)
- Cor Kalfsbeek (* 1933)
- Willem Hendrik Kam (1844–1925)
- Nicolaas Kamperdijk (1815–1887)
- Charles Karsten (1904–1979)
- Herman Thomas Karsten (1884–1945)
- Johannes Kayser (1842–1917)
- Jules Kayser (1879–1963)
- Bonne Kazemier (1875–1967)
- Pieter van der Kemp (1809–1881)
- Lieven de Key (≈1560–1627)
- Hendrick de Keyser (1565–1621)
- Pieter de Keyser (≈1595–1676)
- Thomas de Keyser (≈1596–1667)
- Ebbing Kiestra (1913–1999)
- Peter Kilsdonk (* 1954)
- Piet Klaarhamer (1874–1954)
- Frans Klein (1907–1973)
- Albertus Harmannus Kleinenberg (1885–1973)
- Michel de Klerk (1884–1923)
- Jos Klijnen (1887–1973)
- Mellius Jan Klijnstra (1881–1949)
- Jacob Frederik Klinkhamer (1854–1928) (Jaap Klinkhamer)
- Jacobus van der Kloes (1730–1821)
- Jacobus Alida van der Kloes (1845–1935)
- J.P. Kloos (1905–2001)
- Maarten Kloos (* 1947)
- Willem Kloos (W.B. Kloos) (1904–1960)
- Herman van der Kloot Meijburg (1875–1961)
- Herman Knijtijzer (1914–1994)
- Daniël Knuttel (1857–1926)
- Gerhardus Knuttel (1880–1961)
- Wim Knuttel (1886–1974)
- Jan de Kok (1891–1976)
- Bernardus Joannes Koldewey (1895–1958)
- H.M. Koldewey (1924–1988)
- Auke Komter (1904–1982)
- Louis Kooken (1867–1940)
- Albert Kool (1877–1937)
- Rem Koolhaas (* 1944)
- Teun Koolhaas (1940–2007)
- Gezienus Koolhof (1885–1973)
- John Körmeling (* 1951)
- Abraham van der Kraan (1892–1946)
- Arnoldus Teunis Kraan (1877–1939)
- Albert Roelof Kramer (1851–?)
- Hendrik Hendriks Kramer (1850–1934)
- Piet Kramer (1881–1961)
- Walter Kramer (1937–2010),
- Christiaan Kramm (1797–1875)
- Jón Kristinsson (* 1936)
- Hermanus Kroes (1864–1952)
- Willem Kromhout (1864–1940)
- Alexander Kropholler (1881–1973)
- Jo Kruger (1914–1983)
- Jan Kruijer (1889–1965)
- Cornelis Kruisweg (1868–1952)
- Geert Kruizinga (1863–1949)
- Nanno Jakob Kruizinga (1892–1964)
- Cornelis Kruyswijk (1884–1935)
- W.Ch. Kuijper (1879–1961)
- Jan Kuijt (1884–1944)
- Jan Kuiler (1883–1952)
- Foeke Kuipers (1871–1954)
- Roelof Kuipers (1855–1922)
- Tjeerd Kuipers (1857–1942)

## L
- Hans van der Laan (1904–1991)
- Jan van der Laan (1896–1966)
- Leo van der Laan (1864–1942)
- Nico van der Laan (1908–1986)
- Jan Jurien van Langelaar (1840–1917)
- Rutger von Langerfeld (1635–1695)
- Nicolaas Lansdorp (1885–1968)
- Johannes Ludovicus Mathieu Lauweriks (1864–1932)
- Willem van der Leck (1888–1963)
- Oscar Leeuw (1866–1944)
- Oeds de Leeuw Wieland (1839–1919)
- Jan Leliman (1828–1910)
- Willem Leliman (1878–1921)
- Herman Lerou (* 1942)
- Jan Leupen (1901–1985)
- Hendrik Christiaan van de Leur (1898–1994) (H.C. van de Leur)
- Jos Limburg (1864–1945)
- Koen Limperg (1908–1943)
- Jan van der Linden (1907–1993)
- Evert van Linge (1895–1964)
- Christoffer Linzel (1879–1943)
- Otto Linzel (1883–1977)
- Nicolaas Willem Lit (1834–1907)
- Johannes Bernardus van Loghem (1881–1940)
- Jacobus van Lokhorst (1844–1906)
- Peter Hendrik van Lonkhuyzen (20. Jhdt.) (P.H. van Lonkhuyzen)
- Pit van Loo (1905–1991)
- F.A. Ludewig (1863–1940)
- Hendrik van Lunteren (1780–1848)
- Samuel Adrianus van Lunteren (1813–1877)
- Julius Luthmann (1890–1973)

## M
- Andries de Maaker (1868–1964)
- Willem Maas (1897–1950)
- Winy Maas (* 1958)
- Huig Maaskant (1907–1977)
- Henri Maclaine Pont (1885–1971)
- Dirk Margadant (1849–1915)
- Albert Margry (1857–1911)
- Evert Margry (1841–1891)
- Jos Margry (1888–1982)
- Jan Maris (1825–1899)
- Pieter Lucas Marnette (1888–1948)
- Daniël Marot (1661–1752)
- Arne Mastenbroek (1935–2006)
- Johannes van Maurik (1812–1893)
- Wilhelmus Johannes Maurits (1856–1913)
- Allert Meijer (1654–1722/23)
- Arno Meijs (* 1941)
- Jacob Meinen (1899–1961)
- Hermann Friedrich Mertens (1885–1960)
- Johan Frederik Metzelaar (1818–1897)
- Willem Metzelaar (1849–1918)
- Jo van der Mey (1878–1949)
- Jan Mol (1893–1962)
- Nicolaas Molenaar sr. (1850–1930)
- Nicolaas Molenaar jr. (1892–1973)
- Theo Molkenboer (1796–1863)
- Kees van Moorsel (1892–1962)
- Paulus Moreelse (1571–1638)
- Dick van Mourik (* 1921)
- Ko Mulder (1900–1988)
- Jo Mulder (1888–1960)
- Willem Cornelis Mulder (1850–1920)
- Karel Muller (1857–1942)
- J.A. Mulock Houwer (1857–1933)
- Johan Mutters (1858–1930)
- Constantijn Muysken (1843–1922)

## N
- Siegfried Nassuth (1922–2005)
- Ane Nauta (1882–1946)
- Hendrik Jan Nederhorst (1847–1913)
- Hendrik Jan Nederhorst (1871–1928)
- Jan Neisingh (1880–1969)
- Leendert Johannes Neumeijer jr. (1860–1906)
- Willem Jan Neutelings (* 1959)
- Arno Nicolaï (1914–2001)
- Ferdinand Jacob Nieuwenhuis (1848–1919)
- Gerrit Nijhuis (1860–1940)
- Maurice Nio (* 1959)
- Willem van Noort (?–1556)

## O
- Hugo Anthonius van Oerle (1905–1994)
- Jacob Otten Husly (1738–1796)
- Fop Ottenhof (1906–1968)
- Hans Oud (1919–1996)
- Jacobus Johannes Pieter Oud (1890–1963) (J.J.P. Oud)
- H.Th. Oudejans (1928–1992)
- Anthonie Oudijk (1811–1868)
- Cornelis Outshoorn (1812–1875)
- Hendrik Ovink (1836–1924)

## P
- Wytze Patijn (* 1948)
- Jan Dirk Peereboom Voller (1942)
- Jan Ernst van der Pek (1865–1919)
- Willem Penaat (1875–1957)
- Jan Pesman (* 1951)
- Cornelis Peters (1847–1932)
- Lau Peters (1900–1969)
- Frits Peutz (1896–1974)
- Henri Christiaan Pieck (1895–1972)
- Allard Cornelis Pierson (1801–1870)
- Johan van der Pijll (1904–1974)
- Fritz Joseph Pinédo (1883–1977)
- Johannes Izak Planjer (1891–1966)
- Liesbeth van der Pol (* 1959)
- Maurits Post (1645–1677)
- Pieter Post (1608–1669)
- Dirk Jan Postel (* 1957)
- Christiaan Posthumus Meyjes sr. (1858–1922)
- Christiaan Posthumus Meyjes jr. (1893–1974)
- Christiaan Alfons Prevoo (1855–1929)
- Joh. Prummel (1890–1964)
- Klaas Prummel (1884–1970)

## Q
- Wim Quist (1930–2022)

## R
- Herman Raammaker (1828–1902)
- Willem Raammaker (1787–1861)
- Nic. Ramakers (1879–1954)
- Thomas Rau (* 1960)
- Cornelis Rauws (1736–1772)
- Sybold van Ravesteyn (1889–1983)
- Jan Rebel (1885–1961)
- Harry Reijnders (* 1954)
- Berend Reinders (1825–1890)
- Temme Reitsema (1856–1941)
- Willem Reitsema (1885–1963)
- Egbert Reitsma (1892–1976)
- Zeger Reyers (1790–1857)
- Gerard te Riele (1833–1911)
- Wolter te Riele (1867–1937)
- Gerrit Rietveld (1888–1964)
- Paul du Rieu (≈1859–1901)
- R. Rijksen (1854–1924)
- Kees Rijnboutt (* 1939)
- Jacob van Rijs (* 1965)
- Hanshan Roebers (* 1941)
- Frants Edvard Röntgen (1904–1980)
- Wiek Röling (1936–2011)
- Cor Roffelsen (1889–19??)
- Pyter Jentjes Rollema (1785–1848)
- Jacobus Roman (1640–1716)
- Thomas Adrianus Romein (1811–1881)
- Emanuel Marcus Rood (1851–1929)
- Albert Hendrik van Rood (1885–1947)
- Arend Roodenburg (1804–1884)
- Jordanus Roodenburgh (1886–1972)
- Dirk Roosenburg (1887–1962)
- Willem Nicolaas Rose (1801–1877)
- Arend Rothuizen (1906–1960)
- Frans Rothuizen (1881–1954)
- Henri Rots (1898–1944)
- Evert Jan Rotshuizen (1888–1979)
- Louis le Roy (1924–2012)
- Theo Rueter (1876–1963)
- Gerrit Jan Rutgers (1877–1962)
- Mien Ruys (1904–1999)
- Cornelis Ryckwaert (≈1652–1693)

## S
- Abraham Salm (1857–1915)
- Gerlof Salm (1831–1897)
- A.J. Sanders (1869–1909)
- Hendrik Sangster (1892–1971)
- Harold Gilbert Saville (1881–1973)
- Jan Willem Schaap (1813–1887)
- Sjoerd Schamhart (1919–2007)
- Johan Franciscus Scheepers (1818–1868)
- Bastiaan Schelling (1851–1933)
- Hermanus Gerardus Jacob Schelling (1888–1978)
- Petrus Herman Scheltema (1856–1923)
- Mart van Schijndel (1943–1999)
- Jos Schijvens (1908–1966)
- Theodoor Gerard Schill (1852–1914)
- Charles Prosper Wolff Schoemaker (1882–1949) (C.P. Wolff Schoemaker)
- Richard Schoemaker (1886–1942)
- Philip Willem Schonck (1735–1807)
- Jan Schotel (1845–1912)
- Henri Seelen (1863–1940)
- Derk Semmelink (1855–1899)
- Klaas Siekman (1878–1958)
- Peter Sigmond (* 1932)
- Herman Sijmons (1881–1961)
- Karel Sijmons (1908–1989)
- Cornelis Wegener Sleeswijk (1909–1991)
- Johannes Sluijmer (1894–1979)
- Karel Sluijterman (1863–1931)
- Albert Smallenbroek (1880–1959)
- Jan Smallenbroek (1852–1932)
- Derk Smit (1898–1953)
- Gerard Snelder (1913–2001)
- Jan Snellebrand (1891–1963)
- Sjoerd Soeters (* 1947)
- P. Soffers (19. Jhdt.)
- François Soiron (1714–1779)
- Matheius Soiron (1722–1781)
- Mathias Soiron (1748–1834)
- Matthieu Soiron (1722–1781)
- Abraham Martinus Sorg (1738–1825)
- Jean Speetjens (1858–1912)
- Willem Sprenger (1875–1944)
- Jan Springer (1850–1915)
- Piet Springer (1862/63–1902)
- Willem Springer (1815–1907)
- Lars Spuybroek (* 1959)
- Arthur Staal (1907–1993)
- Jan Frederik Staal (1879–1940)
- Margaret Staal-Kropholler (1891–1966)
- Daniël Stalpaert (1615–1676)
- Mart Stam (1899–1986)
- Mart J. Stam (1886–1957)
- Lotte Stam-Beese (1903–1988)
- Geert Stapenséa (1877–1948)
- Rob Steenhuis (1949–2018)
- Pieter van der Sterre (1915–1978)
- Ad van der Steur (1893–1953)
- André van Stigt (* 1959)
- Joop van Stigt (1934–2011)
- Klaas Stoffels (1857–1921)
- Jacobus Pieter Stok (1862–1942)
- Willem Stooker (1892–1983)
- Petrus Stornebrink (1853–1910)
- Jacobus Augustinus van Straaten jr. (1862–1920)
- L. Streefkerk (1854?–1934?)
- Jan Strik (1912–1992)
- Jan Stuivinga (1881–1962)
- Theo Stuivinga (1880–1959)
- Franciscus Sturm (1879–1955) (F.B. Sturm)
- Leo Sturm (1910–1985)
- Dirk Stuurman (1895–1960)
- Pieter Dirk Stuurman (1885–1965)
- Jan Stuyt (1868–1934)
- Friedrich Sustris (≈1540–1599, Deutsch-Niederländer)
- Gerardus Jacobus van Swaaij (1867–1945)
- Pieter de Swart (1709–1772)

## T
- Theo Taen (1889–1970)
- Christiaan Bonifacius van der Tak (1814–1878)
- Christiaan Bonifacius van der Tak (1900–1977)
- Coenraad Liebrecht Temminck Groll (* 1925) (Coen Temminck Groll)
- Alfred Tepe (1840–1920)
- Willem van Tijen (1894–1974)
- Frans van der Togt (1890–1957)
- Adrianus Tollus (1783–1847)
- Paddy Tomesen (* 1968)
- Tonko Tonkens (1889–1945)
- Jos Tonnaer (1852–1929)
- Bert Toorman (* 1958)
- Hendrik Jacobus van Tulder (1819–1903)
- Jo Turlings jr. (1916–1981)

## U
- Bernd Upmeyer (* 1973), Deutscher, in den Niederlanden aktiv
- Rudy Uytenhaak (* 1949)

## V
- Hendrik Willem Valk (1886–1973)
- Jan van der Valk (1873–1961)
- Jacob van der Veen (1891–1944)
- Ytzen van der Veen (1861–1931)
- Sietze Albert Veenstra (1897–1981)
- Arnoldus van Veggel (1809–1876)
- Jo Vegter (1906–1982)
- David Veilbrief (1860–1930)
- Stephen Louis Veneman (1812–1888)
- Ton Venhoeven (* 1954)
- Steven Vennecool (1657–1719)
- Tjeerd Venstra (1889–1977)
- Pieter Verhagen (1882–1950)
- Fons Verheijen (* 1949)
- Jan Verheul (1860–1948)
- Theo Verlaan (1912–1997)
- Cornelis Vermeijs (1828–1889)
- Everwijn Verschuyl (1871–1954)
- Gerrit Versteeg (1872–1938)
- Huibert Willem Veth (1833–1909)
- Ghijsbert Theunisz. van Vianen (≈ 1612–1707)
- Leendert Viervant (1752–1801)
- Marinus Viets (1853–1905)
- Justus Vingboons (≈ 1620–1698)
- Philips Vingboons (≈1607–1678)
- Klaas Visker (1899–1965)
- Adam van Vliet (1902–1994)
- Leendert van der Vlugt (1894–1936)
- Hugo Pieter Vogel (1833–1886)
- Gerardus van Vogelpoel (1809–1884)
- Wilhelmus Jacobus van Vogelpoel (1837–1903)
- Hendrik Vorstermans
- Gerrit Jan Vos (1863–1948)
- Antonius Vosman (1896–?)
- Hans Vredeman de Vries (1527–≈1607)
- Hermanus Petrus Josephus de Vries (1895–1965)
- M. de Vries Azn. (1871–1944)
- Nathalie de Vries (* 1965)
- Piet de Vries (1897–1992)
- Jan Vrijman (1865–1954)

## W
- Wijnandus Johannes Hermanus van der Waarden (1860–1930)
- Marinus Antoine van Wadenoijen (1850 – n. 1906)
- Herman Walenkamp (1871–1933)
- Ary Henri van Wamelen (1885–1962)
- Allert Warners (1914–1980)
- Philip Anne Warners (1888–1952)
- Isaäc Warnsinck (1811–1857)
- J.G. Wattjes (1879–1944)
- Carl Weber (1820–1908) (Charles Weber / Karel Weber)
- Carel Weeber (1937–2025)
- Pierre Weegels (1904–1966)
- Henk Wegerif (1888–1963)
- Jos Wielders (1883–1949)
- Adriaan Willem Weissman (1858–1923)
- Cornelis Catharinus Jacobus Welleman (1900–1963)
- Frans Welschen (1884–1961)
- Hendricus Johannes Wennekers (1827–1900)
- Adriaen van der Werff (1659–1722)
- A.P. Wesselman van Helmond (1908–1969)
- Arend Jan Westerman (1884–1966)
- Kornelius Westerman (1892–1965)
- Jan Jacob Weve (1852–1942)
- Jan Wiebenga (1886–1974)
- Sytze Wierda (1839–1911)
- Albert Wiersema (1895–1966)
- Hendrik Wijdeveld (1885–1987) (H.Th. Wijdeveld)
- Gerard Wijnen (1930–2020)
- Jan Christiaan van Wijk (1844–1891)
- J.H.M. Wilhelm (1911–1971)
- Jan Wils (1891–1972)
- T.P. Wilschut (1905–1961)
- Wilfried van Winden (* 1955)
- Robert Winkel (* 1963)
- Pieter van de Wint (1865–1940)
- Harm Cornelis Winters (1820–1887)
- Adrianus van Wissen (1878–1955)
- Herman van Wissen (1910–2000)
- Willem Wissing (1920–2008)
- Teunis Wittenberg (1741–1816)
- A.R. Wittop Koning (1878–1961)
- Dirk Wouda (1880–1961)
- Henk Wouda (1885–1946)

## Z
- Piet Zanstra (1905–2003)
- Jan H. van der Zee (1920–1996)
- Karst Zevenberg (1893–1960)
- Bartholomeus Ziesenis (1762–1820)
- August Zinsmeister (1867–1941)
- Jan David Zocher (1791–1870)
- Johan David Zocher sr. (1763–1817)
- Karel Georg Zocher (1796–1863)
- Louis Paul Zocher (1820–1915)
- René van Zuuk (* 1962)
- Marten Zwaagstra (1895–1988)
- Lambertus Zwiers (1871–1953)